# Reprises des chansons de Serge Gainsbourg
Les reprises des chansons de Serge Gainsbourg sont extrêmement nombreuses : on recense plus de mille interprétations différentes depuis 1958. Cette page en dresse une liste aussi complète que possible, mais non exhaustive.
Les reprises sont à distinguer des titres créés spécialement pour des interprètes. Ne figurent donc ici que les chanteurs et chanteuses n'ayant jamais bénéficié d'un titre original de Gainsbourg (ce qui exclut par exemple France Gall, Brigitte Bardot)...

## Conventions de mise en forme et de classement
Le titre de chaque section indique l’année de première parution des chansons répertoriées, dans leur interprétation par Serge Gainsbourg ou par l’artiste pour lequel il les a composées, ainsi que le titre de l’album original sur lequel elles figurent.
À l’intérieur de chaque section, les reprises sont regroupées dans l’ordre du sommaire des pistes de l’album d’origine, puis classées dans l’ordre chronologique de leur parution. L’année de parution est indiquée au début de chaque ligne, qui contient en outre le titre du morceau (avec, éventuellement, son équivalent en langue étrangère), le nom de l’interprète, le type de support (album, single, LP, EP, etc.), le titre de l’album dont il est issu, le cas échéant, et enfin le label de production. La liste contient aussi des inédits radio et télévision, avec indication de la station ou de la chaîne et de la date de diffusion, ainsi que des reprises effectuées en concert pour lesquelles il n’existe pas nécessairement d’enregistrement officiel.
Lorsque l’interprète de la reprise n’est pas français, son pays d’origine est indiqué en fin de ligne. En pareil cas, lorsque la mention version en [nom de la langue étrangère] ne figure pas à la suite, c’est que la reprise a été faite en français.

## Albums des années 1950

### 1958 -Le poinçonneur des Lilas(Les Frères Jacques)
- 45 tours[1] EP Le Poinçonneur des Lilas, interprété par Les Frères Jacques, enregistré le 23 juin 1958.
- Le poinçonneur des lilas :
  - Non daté : Le poinçonneur des lilas (sayarim) : The Natchal Performance Group - Radio israélienne (en hébreu) - inédit
  - 1958 (instrumental orchestre) : Alain Goraguer, 45 tours, EP, Philips 424107PE
  - 1958 : Jean Michel Defaye alias « Frank Aussman », [Références inconnues]
  - 1958 : Jo Akepsimas[réf. nécessaire]
  - 1958 : Pierre Philippe, [Références inconnues]
  - 1959 : Hugues Aufray, 45 tours, EP, Barclay 70 238
  - 1961 : Jean-Claude Pascal, À Bobino, 33 tours, LP, La Voix de son maître FDLP 1098
  - 1976 : Patrick Sébastien, CRS et balles perdues, 33 tours, LP, Vogue
  - 1978 : Starshooter, Starshooter, 33 tours, LP, Pathé 2C06614588
  - 1983 : Claude Reboul, L’organiste barbare, CD paru en 2000, autoproduction
  - 1990 : Francis Lemarque, À la découverte de la chanson populaire : mes années 50, CD, Sélection du Reader’s Digest
  - 1991 : Damien Vé, Janine et les autres, CD, Série C
  - 1993 : Indigo, Furioso, CD, Auvidis AC6197
  - 1994 (instrumental jazz) : Alain Brunet, Alain Brunet Quartet joue Serge Gainsbourg, 02/1994 CD, WEA 450992120.2
  - 1996 : Les Sales Gosses[réf. nécessaire]
  - 1996 : Buzy, Gainsbourg Reprises 1958, CD, Atlas
  - 1996 : Chris Evans, Le juke-box des années 60, CD, Pin-up Records 103[2]
  - 1996 : Félix la Putaragne, Félix la Putaragne, CD, Scalen 02176.2
  - 1996 : Nicolas Botni, Les Plus Grands Succès de Serge Gainsbourg, CD, Les Tréteaux CD163
  - 1997 : Gérald de Palmas et Les Innocents, France Inter, émission On prend la semaine et on recommence diffusée le 15/06/1997,inédit radio
  - 1997 : The Ticket Puncher - Mick Harvey, Pink Elephants, CD, Labels / Mute - Australie, version en anglais
  - 1998 : Dabatcha'zz, France Inter, émission Dans tous les sens diffusée le 10 février 1998, inédit radio
  - 1998 : Tomuya, France Inter, émission Dimanche en roue libre diffusée le 21 juin 1998, inédit radio
  - 1998 : 8 ½ Souvenirs, Happy Feet, CD, RCA
  - 1999 : Romain Didier, France Inter, émission Dans tous les sens diffusée le 12 mars 1999, inédit radio
  - 1999 (instrumental jazz manouche) : Daniel Givone, Flamme gitane, CD, Trempolino
  - 1999 : Christian Braut, 24 heures à ses côtés, CD, Archipel Studios
  - 2000 : Dany Brillant, Solidays l’album, CD, Solidays
  - 2000 : Michel Eyan, Concorde, CD, Musisoft
  - 2000 : Service Public, Fulgence Bienvenüe, les 100 ans du Métro, CD, Socadisc
  - 2000 : Marc Lavoine, France Inter, émission Jee Bee et les Cybernanas, diffusée le 20 mai 2000, inédit radio
  - 2000 : Thierry Stremler, France Inter, émission Le fou du roi diffusée le 13 septembre 2000, inédit radio
  - 2000 : Alain Souchon, Enfoirés en 2000, l’émission, DVD, BMG
  - 2001 (instrumental fanfare) : Les Plaies Mobiles, Jouer pour ne plus s’entendre boire, CD, Arb
  - 2001 : Les Croquants, Ça sent la bière, CD, Mosaic Music
  - 2001 (instrumental jazz) : Pierre-Alain Goualch, Exploring the music of Serge Gainsbourg, CD, Night Bird Music
  - 2001 : Conservatoire de Nantes, Couleurs Gainsbourg, concert du 03/03/2001, CD, Cabaret Studio (Nantes)
  - 2001 (instrumental piano) : Patrick Péronne, Gainsbourg au bar, CD, Delta
  - 2002 : Steve Verbeke, Montreuil Boogaloo, CD, MagicBlues / Night et Day
  - 2002 : John Lénine Band, Electronic > Electrochoc, CD, Fgl
  - 2001 (instrumental piano) : Patrick Péronne, Gainsbourg au bar, CD, Delta
  - 2002 : Service Public, France Inter, émission Le fou du roi diffusée le 11 mars 2002, inédit radio
  - 2003 : Fmr, Evazion, CD, Musicast l’autreprod
  - 2003 (instrumental jazz manouche) : Les doigts de l'homme, Dans le monde, CD, Coop breizh
  - 2003 (instrumental accordéon) : Jacques Ferchit, Airs de Paris, les plus belles mélodies de Paris, CD, Sony Music
  - 2003 : Kenzo Saeki, L’homme à tête de sushi, CD, Sawasdee - Japon, version en japonais
  - 2004 : Tom Barman et Guy Van Nueten, Live, CD, Universal 986 592-5 - Belgique
  - 27 février 2006 : Just a Man with a Job - The Rakes, Monsieur Gainsbourg Revisited, CD, Universal - Grande-Bretagne, version en anglais
  - 2006 : Just a Man with a Job - The Rakes, Canal+, émission La Musicale diffusée le 31 mars 2006, inédit TV - Grande-Bretagne, version en anglais
  - 2006 : Bernard Lavilliers et Tomuya, France 2, émission Gainsbourg pour toujours diffusée le 15 avril 2006, inédit TV
  - juin 2006 : Serge Jesers, single
  - 1er septembre 2006 : Bévinda, Gainsbourg Tel Qu'elle 1958/1968, cd
  - 2011 (instrumental) : Lulu Gainsbourg, From Gainsbourg To Lulu, CD, Fontana 278 534-8

### 1958 -L'ombre sous la mer(Michèle Arnaud)
- 45 tours[3] EP L'ombre sous la mer, interprété par Michèle Arnaud, sorti en février 1958.
- Douze belles dans la peau :
  - 1958 : Jacques Lasry, 45 tours, EP, Disques Holiday HF 1013
  - 1958 : Jean-Claude Pascal, Croquemitoufle, 45 tours, EP, La Voix De Son Maître EGF 348
  - 1959 : Simone Bartel, 45 tours, EP, BAM EX230
  - 2004 : Les Croquants, Reprisé, CD, Mosaic Music
  - 1er septembre 2006 : Bévinda, Gainsbourg Tel Qu'elle 1958/1968, cd
- La recette de l'amour fou :
  - 1958 :  Jean-Claude Pascal, Croquemitoufle, 45 tours, EP, La Voix De Son Maître EGF 348
  - 2000 (en concert) : Bévinda, Angélique Ionatos, Sapho et Juliette, Festival Chorus des Hauts-de-Seine, [Références inconnues]
  - 2001 : Conservatoire de Nantes, Couleurs Gainsbourg, concert du 03/03/2001, CD, Cabaret Studio (Nantes)
  - 2001 : Les Mouettes, Les Mouettes, CD, JMS
  - 2002 : Florence Pelly, France Inter, émission Le fou du roi diffusée le 21 février 2002, inédit radio
  - 1er septembre 2006 :  Bévinda, Gainsbourg Tel Qu'elle 1958/1968, cd

### 1958 -Du chant à la une!(Serge Gainsbourg)
- 33 tours[4] LP Du chant à la une !, interprété par Serge Gainsbourg, sorti le 3 septembre 1958.
- Ce mortel ennui :
  - 1958 (instrumental orchestre) : Alain Goraguer, 45 tours, EP, Philips 424107PE
  - 1988 : Isabelle Antena, De l’amour et des hommes, CD, Disques du crépuscule, 12" TWI874- Belgique
  - 1997 : Anthony Coleman, Great Jewish Music : Serge Gainsbourg, CD, Tzadik 7116
- Ronsard 58 :
  - 1959 : Michèle Arnaud, Mortefontaine, 45 tours, EP, Ducretet Thomson 460 V 454
  - 1961 : Hélène Martin, 45 tours, EP, BAM
  - 2004 : Scenic Railway, Tribute to Gainsbourg, CD, Pudding
  - 2006 : Emma de Caunes, Canal+, émission La Musicale diffusée le 31 mars 2006, inédit TV
- La femme des uns sous le corps des autres
  - 1958 (instrumental orchestre) : Alain Goraguer, 45 tours, EP, Philips 424107PE
  - 1958 : Michèle Arnaud, Dans la rue Quincampoix (Vol. 13), 45 tours, EP, Ducretet Thomson 460 V 432
  - 2003 : Kenzo Saeki, L’homme à tête de sushi, CD, Sawasdee - Japon, version en japonais
  - 2004 : Scenic Railway, Tribute to Gainsbourg, CD, Pudding
  - 1er septembre 2006 : Bévinda, Gainsbourg Tel Qu'elle 1958/1968, cd
- L’alcool :
  - 2001 :  Arthur H, France Inter, émission Les agités du JT diffusée au printemps 2001, inédit radio
  - 2002 : Arthur H, Piano solo, CD, Polydor
  - 2004 : Scenic Railway, Tribute to Gainsbourg, CD, Pudding
  - 2004 : Alexis HK, France Inter, émission Le fou du roi diffusée le 16 novembre 2004, inédit radio
- Du jazz dans le ravin :
  - 1958 (instrumental orchestre) : Alain Goraguer, 45 tours, EP, Philips 424107PE
  - 1995 (Jazz in the Ravine) : Mick Harvey, Intoxicated Man, CD, Mute - Australie, version en anglais

### 1959 -Hugues Aufray
- 45 tours[5] EP, interprété par Hugues Aufray, sorti en mars 1959.

### 1959 -Serge Gainsbourg, N° 2(Serge Gainsbourg)
- 33 tours[6] LP Serge Gainsbourg, N° 2, interprété par Serge Gainsbourg, sorti le 4 juin 1959.
- Le claqueur de doigts :
  - 1959 : Trumpet Boy, Rio Bravo, 45 tours, EP, Philips 424151
  - 1991 : Chris Evans, Chez les Yéyés, CD, DCA/Musidisc 107322
- Mambo miam miam :
  - 1959 : Los Goragueros, Danse party chez Marie José Nat, 33 tours, EP, Philips
  - 1998 : Michelle Flynn, Gainsbourg Tribute ‘95, CD, Columbia - Japon
- Indifférente :
  - 1999 : Christiane Canavese, Canavese chante Gainsbourg, CD, Au merle moqueur
  - 2001 (instrumental jazz) : Pierre-Alain Goualch, Exploring the music of Serge Gainsbourg, CD, Night Bird Music
- L’anthracite :
  - 1997 :  Anthracite - Mick Harvey, Pink Elephants, CD, Labels / Mute - Australie, version en anglais
  - 2004 : Scenic Railway, Tribute to Gainsbourg, CD, Pudding

### 1959 -Gréco chante Gainsbourg(Juliette Gréco)
- 45 tours[7] EP Gréco chante Gainsbourg, interprété par Juliette Gréco, sorti en avril 1959.
- Il était une oie :
  - 1959 : Michèle Arnaud, Mortefontaine, 45 tours, EP, Ducretet Thomson 460 V 454
  - 1961 : Catherine Sauvage, Catherine Sauvage Chante Serge Gainsbourg et Frédéric Botton, CD, Rym Musique 1970652 (paru en 1999)
  - 1997 : Denise Bahous, Chansons lestes et féroces, CD, Mandala MAN4913
  - 2000 (récité, paroles sans musique) : Sabeline Campo, Gainsbourg, Portraits, CD, Night et Day /  Frémeaux et Associés
- Les amours perdues :
  - 1997 : Elysian Fields, Great Jewish Music : Serge Gainsbourg, CD, Tzadik
  - 2004 : Scenic Railway, Tribute to Gainsbourg, CD, Pudding

## Albums des années 1960

### 1960-45 toursEPRomantique 60,Serge Gainsbourg, juin 1960
- 2001 : Sois belle et tais-toi - Conservatoire de Nantes, Couleurs Gainsbourg, concert du 3 mars 2001, CD, Cabaret Studio (Nantes)
- 2002 : Laisse-moi tranquille - Warren Zevon, My Ride’s Here, CD, Artemis Records

### 1960-45 toursEPBOdu film L’eau à la bouche deJacques Doniol-Valcroze,Serge Gainsbourg, 27 janvier 1960
- 1990 : L’eau à la bouche (en concert) - Lambert Wilson, Lambert Wilson chante live !, CD, Tréma 710343
- 1992 : L'eau à la bouche - Corman et Tuscadu, Pestacle, CD, Warner Chapell 592138wm330
- 1993 : L’eau à la bouche (instrumental jazz) - Alain Brunet, Alain Brunet Quartet joue Serge Gainsbourg, CD, WEA 450992120.2
- 1998 : L’eau à la bouche : La Sublime, Gainsbourg Tribute ‘95, CD, Columbia COCA-12435 - Japon
- 1998 : L'eau à la bouche : American Cherry - Pretty Wild, cd  I ♥ Yang Manu (Japon)
- 2000 : L’eau à la bouche : M, Paris Première, retransmission de l’Hommage à Gainsbourg au Festival de Jazz de Montreux du 9 juillet 2000, inédit TV
- 2001 : L’eau à la bouche (instrumental jazz) - Pierre-Alain Goualch, Exploring the music of Serge Gainsbourg, CD, Night Bird Music
- 6 novembre 2001 : L’eau à la bouche (en concert) : Vanessa Paradis, Vanessa Paradis au Zénith, CD et DVD, Barclay-Universal
- 3 janvier 2002 : L’eau à la bouche (en live) : Vanessa Paradis, F2, émission Secrets de stars
- 2001 : L’eau à la bouche : Philippe Risoli, Autrement, CD, Universal
- 2001 : L’eau à la bouche : Catherine Miles, France Inter, émission Le fou du roi diffusée le 17 octobre 2001, inédit radio
- 2001 : L’eau à la bouche (instrumental piano) : Patrick Péronne, Gainsbourg au bar, CD, Delta
- 2002 : L’eau à la bouche : Esse (?), France Inter, émission Le fou du roi diffusée le 12 mars 2002, inédit radio
- 2002 : L’eau à la bouche : Yuri Buenaventura, Café de Flore, Rendez-vous à Saint-Germain-des-Prés, CD, Sunny Side
- 2003 : L’eau à la bouche : Kenzo Saeki, L’homme à tête de sushi, CD, Sawasdee - Japon, version en japonais
- 2003 : L’eau à la bouche : Anne Ducros, Close your eyes, CD, Francis Dreyfus Music
- 2006 : L'eau à la bouche : Frédérique Belle et Martin Rappeneau, France 2, émission Gainsbourg pour toujours diffusée le 15 avril 2006, inédit TV
- octobre 2006 : L'eau à la bouche : Elfy, TF1, émission Star Academy - inédit TV
- 1er septembre 2006 : L'eau à la bouche - Bévinda, Gainsbourg Tel Qu'elle 1958/1968, cd
- 8 janvier 2007 : L'eau à la bouche : Clarika, Direct 8, 8/01/2007, inédit TV
- 2011 : L'eau à la bouche - Lulu Gainsbourg, From Gainsbourg To Lulu, CD, Fontana 278 534-8

### 1961-45 toursEPLe bleu de l'été,Michèle Arnaud, 6 février 1961
- La chanson de Prévert : V. Pirard - 33t/30 cm Musidisc ph1853
- 1961 : La chanson de Prévert - Les Riffs, 45 tours EP, Philips 432546BE
- 1961 : La chanson de Prévert - Vicky Autier, 45 tours EP, Pathé EGF564
- 1961 : La chanson de Prévert - Isabelle Aubret, Rêve, Mon Rêve (2e Série), 45 tours EP, Philips 432.553 BE
- 1962 : La chanson de Prévert - Gloria Lasso, 45 tours EP, Pathé EGF 606
- 1963 : La chanson de Prévert - Pauline Julien, Pauline Julien, 33 tours LP, Columbia FL290 (Canada)
- 1964 : La chanson de Prévert - Bernard Stéphane, 33 tours LP, Pathé ST 1182
- 1973 : La chanson de Prévert - Cora Vaucaire, Cora Vaucaire au Théâtre de la Ville, 33 tours LP, Jacques Canetti 48860
- 1981 : La chanson de Prévert - Claire D'asta, 45 tours, Philips 6010372
- 1987 : La chanson de Prévert - Gricha Mouloudji, Chansons grises, chansons roses, 33 tours LP, Bourg Records 1926
- 1990 : La chanson de Prévert - Liane Foly, France 3, émission diffusée le 21 octobre 1990, inédit TV
- 1992 : La chanson de Prévert - Jane Birkin, Je Suis Venu Te Dire Que Je M'En Vais… Concert Intégral Au Casino De Paris, CD, Philips 510 972-2
- 1994 : La chanson de Prévert - Patrick Bruel et Jane Birkin, France 2, émission Taratata no 51 diffusée le 22 mai 1994, inédit TV
- 1995 : La chanson de Prévert - April March, Gainsbourgsion!, CD, Eurovision - États-Unis
- 1996 : La chanson de Prévert - Chris Evans, Le juke-box des années 60, CD, Pin-up Records 103
- 1996 : La chanson de Prévert - Marc Lavoine et Les Cherche Midi, France 2, émission Taratata no 141 diffusée le 10 décembre 1996, inédit TV
- 1996 : La chanson de Prévert - Jacques Ponserme, Piano bar, volume 1, CD, Président
- 1997 : La chanson de Prévert - Dominique Barret, Maloyamour, CD, Médiadisc - Île Maurice
- 1998 : La chanson de Prévert - Kaho Minami, Gainsbourg Tribute ‘95, CD, Columbia COCA-15253 - Japon, version en japonais
- 1998 : La chanson de Prévert - Les Cherche Midi, France Inter, émission Dans tous les sens diffusée le 13 février 1998, inédit radio
- 1998 : La chanson de Prévert - Guy Béart, Ils chantent Serge Gainsbourg, CD, Éditions Atlas 6227 205
- 1999 : La chanson de Prévert - Dominique Barret, France Inter, émission Dans tous les sens à La Réunion diffusée le 16 juin 1999, inédit radio
- 2000 : La chanson de Prévert (récité, paroles sans musique) - Maurice Garrel, Gainsbourg, Portraits, CD, Night et Day / Frémeaux et Associés
- 2001 : La chanson de Prévert - The Silencers, A Night of Electric Silence, CD, Last call - Grande-Bretagne
- 2001 : La chanson de Prévert - Vincent Baguian, France Bleu, diffusion le 22 février 2001, inédit radio
- 2001 : La chanson de Prévert (instrumental piano) - Patrick Péronne, Gainsbourg au bar, CD, Delta
- 2003 : La chanson de Prévert - Anouk Plany, Anouk Plany chante Serge Gainsbourg et caetera, CD, BOS-Records - Allemagne
- 2003 : La chanson de Prévert - Kevin Johansen + The Nada, Sur O No Sur, CD, Sony Discos Inc. - Argentine
- 2005 : La chanson de Prévert - Bernard Lavilliers et Raphael, France 4, émission Taratata no 176 diffusée le 7 octobre 2005), inédit TV
- 2006 : La chanson de Prévert - Saule, Vous êtes ici (édition spéciale)
- 2006 1er septembre : La chanson de Prévert - Bévinda, Gainsbourg Tel Qu'elle 1958/1968, cd
- 2006 4 décembre : La chanson de Prévert - Juliette Gréco, Le Temps d'une chanson, CD, Polydor / Universal
- 2011 : La chanson de Prévert - The Serge Gainsbourg Experience, Brad Scott et Célia Scott), CD, La Lune Rousse / Socadisc / Absilone

### 1961-45 toursEPNous les amoureux,Jean-Claude Pascal, 27 mars 1961
- En relisant ta lettre :
  - 1969 : Barbara, En liberté sur Europe 1, CD paru en 1992, Philips 5354
  - 1969 : Jacques Martin, Musique and music 9/04/1978 - inédit tv
  - 1997 : Denise Bahout, Chansons lestes et féroces, CD, Mandala MAN 4913
  - 2000 :(récité, paroles sans musique) - Maurice Garrel, Gainsbourg, Portraits, CD, Night et Day / Frémeaux et Associés
  - 2001 : Alain Chamfort, Pop sessions (compilation), CD, Mercury 548553.2
  - 2001 : Conservatoire de Nantes, Couleurs Gainsbourg, concert du 3 mars 2001, CD, Cabaret Studio (Nantes)
  - 1er septembre 2006 :Bévinda, Gainsbourg Tel Qu'elle 1958/1968, cd
- Les oubliettes
  - 1991 : (Talkin’ Bout Hey Love) (sample de trompette) - De La Soul, De La Soul is dead, CD, Tommy Boy
  - 2003 : (instrumental gypsy) - Rodolphe Raffalli, Gypsy swing guitar, CD, Lichere

### 1961-33 toursLPL’étonnant Serge Gainsbourg,Serge Gainsbourg, 5 avril 1961
- Viva Villa
  - 1961 : Les Riff, 45 tours EP, Philips 432.546 BE
  - 1996 :  Gilles Dreu, Les chansons de mes 20 ans, CD, Iris Musique France
- Les amours perdues
  - 1959 :  Juliette Gréco, Gréco Chante Gainsbourg, 45 tours EP, Philips 432 354
  - 1997 : Elysian Fields, Great Jewish Music : Serge Gainsbourg, CD, Tzadik 7116
  - 2004 : Scenic Railway, Tribute to Gainsbourg, CD, Pudding

### 1961- Inédit:Les mots inutiles (aka Vienne à Vienne, Le dernier souvenir),Serge Gainsbourg, 23 juin 1961
- Les mots inutiles, chanson inédite, interprétée lors de l'émission télévisée Ce soir à Vienne le 24 juin 1961
- 1er octobre 2000 : Les mots inutiles (récité) : Bérengère Basty - Portraits
- 2010 : Les mots inutiles, Jean Paul Wabotai, AmourS Gainsbourg Inédits, CD, Kos and Co

### 1962-45 toursEPLa chanson d'Argentine,Petula Clark, novembre 1962
- 1962 : Vilaine fille mauvais garçon - Les Scarlet, 45 tours EP, Panorama 17333, 45 tours MH 117
- 1962 : Vilaine fille mauvais garçon (instrumental harmonica) - Claude Garden, 45 tours EP, Fontana 460114
- 1999 : Vilaines filles mauvais garçons (sic) - Stereo Total, My Melody, CD, Bungalow BUNG 065.2 - Allemagne

### 1962-33 toursLPSerge Gainsbourg,no4,Serge Gainsbourg, 23 mai 1962
- 1962 : Les goémons - Les Riff, 45 tours EP, Philips 432782
- 1962 : Les goémons - Michèle Arnaud, Michèle Arnaud, 33 tours LP, Pathé AT 1131
- 1962 : Les goémons - Catherine Sauvage, Catherine Sauvage Chante Serge Gainsbourg, 45 tours EP, Philips 432.784 BE
- 1992 : Les goémons - Jane Birkin, double CD collectif Urgence, lutte contre le Sida
- 1997 : Les goémons (Black Seaweed) - Mick Harvey, Pink Elephants, CD, Mute CDSTUMM157  Australie, version en anglais
- 2001 : Les goémons (deux versions de ce titre sur ce disque) - Conservatoire de Nantes, Couleurs Gainsbourg, concert du 3 mars 2001, CD, Cabaret Studio (Nantes)
- 1er septembre 2006 : Les goémons - Bévinda, Gainsbourg Tel Qu'elle 1958/1968, cd
- 1962 : Black trombone - Catherine Sauvage, Catherine Sauvage Chante Serge Gainsbourg, 45 tours EP, Philips 432.784 BE
- 1993 : Black trombone (instrumental jazz) - Alain Brunet, Alain Brunet Quartet joue Serge Gainsbourg, CD, WEA 450992120.2
- 1997 : Black trombone - Marc Ribot, Great Jewish Music : Serge Gainsbourg, CD, Tzadik 7116
- 1998 : Black trombone - Happy Feet, 8 ½ Souvenirs, CD, RCA
- 2003 : Black trombone - Anouk Plany, Anouk Plany chante Serge Gainsbourg et caetera, CD, BOS-Records - Allemagne
- 2004 : Black trombone - Scenic Railway, Tribute to Gainsbourg, CD, Pudding
- 2011 : Black trombone (instrumental) - Lulu Gainsbourg, From Gainsbourg to Lulu, CD, Fontana 278 534-8
- 1962 : Baudelaire - Catherine Sauvage, Catherine Sauvage Chante Serge Gainsbourg, 45 tours EP, Philips 432.784 BE
- 1993 : Baudelaire (instrumental jazz) - Alain Brunet, Alain Brunet Quartet joue Serge Gainsbourg, CD, WEA 450992120.2
- 1997 : Baudelaire - Un peu de Poésie, CD, [Références inconnues]
- 1993 : Intoxicated man - Hélios Mortis,  Hélios Mortis, CD, Barclay
- 1994 : Intoxicated man - Les Frères à Ch'val, C'pas grave, CD, DiscQuébec QUEC-1103 - Québec
- 1995 : Intoxicated man - Mick Harvey, Intoxicated Man, CD, Mute CDSTUMM144 - Australie, version en anglais
- 1997 : Intoxicated man - Medeski, Martin et Wood, Great Jewish Music : Serge Gainsbourg, CD, Tzadik 7116
- 1998 : Intoxicated man - Louise Vertigo, France Inter, émission Dans tous les sens diffusée le 9 juin 1998, inédit radio
- 1999 : Intoxicated man - Paris Combo - France Inter, émission Dans tous les sens diffusée le 14 avril 99, inédit radio
- 2004 : Intoxicated man - Scenic Railway, Tribute to Gainsbourg, CD, Pudding
- 1962 : Quand tu t’y mets - Les Mercenaires, 45 tours EP, Philips 432822
- 1999 : Quand tu t’y mets - Christiane Canavese, Canavese chante Gainsbourg, CD, Au merle moqueur
- 2004 : Quand tu t’y mets (ghost track) - Scenic Railway, Tribute to Gainsbourg, CD, Pudding
- 1er septembre 2006 : Quand tu t’y mets - Bévinda, Gainsbourg Tel Qu'elle 1958/1968, cd
- 1962 : Les cigarillos (Los cigarillos) (instrumental) - Los Jorge Nova Bossa’s, Les 16 meilleures danses d’aujourd’hui, 33 tours LP, Fontana 680022
- 1999 : Ce grand méchant vous - Christiane Canavese, Canavese chante Gainsbourg, CD, Au merle moqueur

### 1962-45 toursEPJusqu’à où, jusqu’à quand,Juliette Gréco, 22 février 1962
- Non daté : Accordéon - Joss Baselli, Pigalle Pigalle, 45 tours EP, Polydor 621860
- 1962 : Accordéon - Alain Goraguer, [Références inconnues]
- 1962 : Accordéon - Diabolo, [Références inconnues]
- 1962 : Accordéon - Evelyne Kuntzner, [Références inconnues]
- 1962 : Accordéon - Frédéric, [Références inconnues]
- 1962 : Accordéon - Coralie Fontaine, [Références inconnues]
- 1963 : Accordéon - Eartha Kitt, [Références inconnues] - États-Unis
- 1977 : Accordéon - Annie et Artus, Hommage à Eugènie, 33 tours LP, CMF 112205
- 1979 : Accordéon - Maurice Le Gaulois, Tant pis!, 33 tours LP, Le Dernier pour la route P0021 - Belgique
- 1983 : Accordéon - Machon et Philippe Duval, Chansons de rues à l'orgue de barbarie, 33 tours LP, REM
- 1995 : Accordéon - [Interprète inconnu], Paris Musette, CD, Lichere
- 1998 : Accordéon - Pic et Cool, France Inter, émission Bien entendu diffusée le 16 juillet 1998, inédit radio
- 1998 : Accordéon - [Interprète inconnu], Orgue de barbarie Drehorgel, CD, ILD
- 2001 : Accordéon - Conservatoire de Nantes, Couleurs Gainsbourg, concert du 3 mars 2001, CD, Cabaret Studio (Nantes)
- 2001 : Accordéon - Les Croquants, Ça sent la bière, CD, Mosaic Music
- 2002 : Accordéon - Denis Bergerot, Les chansons françaises, volume 2, CD, M10
- 2002 : Accordéon - Yvette Horner et Collégiale d’artistes, France Inter, émission Le fou du roi diffusée le 22 mars 2002, inédit radio
- 2004 : Accordéon - Edouard Duleu, Son accordéon et son orchestre, CD, ULM

### 1963-33 toursLP8esérie,Juliette Gréco, 29 juin 1963
- Non daté : La javanaise : Roland Dyens - Chansons Françaises, cd
- Non daté : La javanaise : Marc Perrone - 33t/30 cm Chant du monde ldx74895
- 1963 : La Javanaise - Michèle Arnaud, enregistré le 14 février 1963, édité en 1996 sur compilation double CD EMI Music France Gainsbourg chanté par...
- 1963 : La Javanaise - Frédéric, [Références inconnues]
- 1964 : La Javanaise (Men will deceive you) - Honor Blackman, Everything I’ve Got, 33 tours LP, Decca, LK4642 - Grande-Bretagne, version en anglais
- 1974 : La Javanaise - Claude Nougaro, Récréation, 33 tours LP, Philips 6325139
- Avril 1980 : La Javanaise - Julien Clerc et Miou-Miou, émission Numéro 1, inédit TV
- 1988 : La Javanaise - Francis Lemarque, À la découverte de la chanson populaire : mes années 50, CD, Sélection du Reader’s Digest
- 1990 : La Javanaise (avec Serge Gainsbourg) - Michel Sardou, Patrick Bruel, Laurent Voulzy et Vanessa Paradis, France 2, émission Victoires de la musique diffusée le 02/02/1990, inédit TV
- 1990 : La Javanaise - Rita Lee, Rita Lee e Roberto de Carvalho, CD, Som Livre - Brésil
- 1991 : La Javanaise (en concert - instrumental) - Manu Dibango, Live’ 91, CD, Fnac Music 662021
- 1991 : La Javanaise - Indigo, Quintet à voix, CD, OMD 1530
- 1992 : La Javanaise - Sacha Distel, Dédicaces, CD, Prosadis / Carrere Music 9031-77420-2
- 1992 : La Javanaise - Laurence Saltiel, Reflections from Paris, CD maxi, Orange Blue
- 1993 : La Javanaise - L'Affaire Louis' Trio et Sara Mandiano, France 2, émission Taratata no 25 diffusée le 11 septembre 1993, inédit TV
- 1993 : La Javanaise (instrumental jazz) - Alain Brunet, Alain Brunet Quartet joue Serge Gainsbourg, CD, WEA 450992120.2
- 1994 : La Javanaise - Patrick Bruel, M6, émission Fréquenstar diffusée le 15 mai 1994, inédit TV
- 1994 : La Javanaise - Patrick Bruel, Pow Wow, Native, Liane Foly, Rita Mitsouko et Khaled, France 2, émission Taratata à Carcassonne diffusée le 20 juin 1994, inédit TV
- 1995 : La Javanaise - Carla Bruni, M6, émission Fréquenstar diffusée le 1er janvier 1995, inédit TV
- 1995 : La Javanaise - Patrick Husson, Le jardinier, CD, Sony Columbia 478117.2
- 1995 : La Javanaise (instrumental sifflé) - Micheline Dax, Les plus grands airs sifflés, CD, Emi 8335362
- 1995 : La Javanaise - Vincent Malone, Le roi de la trompette, CD, SC 875099
- 1996 : La Javanaise - Nicolas Botni, Nicolas Botni chante Gainsbourg, CD, Les Tréteaux
- 1996 : La Javanaise - Patrick Lepote, [Références inconnues, date approximative] - Suisse
- 1996 : La Javanaise - Princess Erika, M6, émission Flashback diffusée le 23 février 1996, inédit TV
- 1996 : La Javanaise (instrumental jazz accordéon) - Richard Galliano, avec Michel Portal et Didier Lockwood, Laurita, CD, Dreyfus Records FMD36572.2
- 1996 : La Javanaise - Véronique Rivière, France Inter, émission Changement de direction diffusée le 5 septembre 1996, inédit radio
- 1996 : La Javanaise (répétitions) - Le Chœur de l'armée française, France Inter, diffusion en octobre 1996, inédit radio
- 1996 : La Javanaise - Le Chœur de l’armée française - Capitaine Patrick Marie Aubert, Chante, CD, Une Musique 191722.2
- 1996 : La Javanaise - Laurent Gerra et Virginie Lemoine, Au théâtre Déjazet, enregistrement le 12/12/1996, parution en 1997, VHS, Universal Pictures
- 1996 : La Javanaise (en concert) - Tim Fischer, Lieder eines armen Mädchens / Chansons Live, CD double, Emi - Allemagne
- 1996 : La Javanaise - Chris Evans, Le juke-box des années 60, CD, Pin-up Records
- 1996 : La Javanaise - Jacques Ponserme, Piano bar, volume 1, CD, Président
- 1996 : La Javanaise - Fanfare de la musique de l'air - Fanfare, cd A6220
- 1996 : La Javanaise - Régine, Les plus belles chansons françaises - 1962, CD, Éditions Atlas FRACD 001
- 1997 : La Javanaise - Tim Fischer, Aus blauen Glase, CD, Emi - Allemagne
- 1997 : La Javanaise - Marianne James, France Inter, émission Tous aux abris diffusée en 1996/97, inédit radio
- 1997 : La Javanaise - Blackout, Dust Rider, CD, autoproduction
- 1997 : La Javanaise - Femmouzes T., France Inter, émission Changement de direction diffusée le 20 janvier 1997, inédit radio
- 1997 : La Javanaise - Patrick Sébastien et Gilbert Montagné, France 2, émission Le cœur au show diffusée le 1er mars 1997, inédit TV
- 1997 : La Javanaise - 6 ½, New York, Paris, Nice, CD, Francis Dreyfus Music
- 1997 : La Javanaise - Contrast, CD single, Juvisa
- 1997 : La Javanaise (instrumental jazz) - Jacky Terrasson, Jazz à Saint-Germain, CD, Virgin
- 1997 : La Javanaise - Valérie Dall’anese, Chanter…, CD, Arcade Music
- 1997 : La Javanaise (The Javanaise) - Mick Harvey, Pink Elephants, CD, Labels / Mute - Australie, version en anglais
- 1998 : La Javanaise (instrumental accordéon) - Daniel Colin, Quel temps fait-il à Paris ?, CD, ILD 642150
- 1998 : La Javanaise - Gérald Toto, France Inter, émission Dans tous les sens diffusée le 5 décembre 1998, inédit radio
- 1998 : La Javanaise - The Pearlfishers, Banana Sandwich, CD maxi, Portrait Records / Marina Records - Grande-Bretagne
- 1998 : La Javanaise (instrumental guitare) - Roland Dyens, Paris Guitare/Chansons françaises, CD, Empreinte Digitale / Nocturne
- 1998 : La Javanaise (instrumental accordéon) - Maurice Larcange, The Most Beautiful French Songs on Accordeon, CD, Four Faces Communications
- 1998 : La Javanaise (instrumental accordéon) - Zinzin, Ma plus belle histoire d’amour, CD, Versailles
- 1998 : La Javanaise - Michel Grégoire et Jean-Jacques Milteau, France Inter, émission Bien entendu diffusée le 15 juillet 1998, inédit radio
- 1998 : La Javanaise - Frédéric Lebon, France Inter, émission Dans tous les sens diffusée le 14 septembre 1998, inédit radio
- 1999 : La Javanaise (Jà vou nessa) - Trio Esperança, Nosso Mundo, CD, Mercury - Brésil, version en portugais
- 1999 : La Javanaise (Jà vou nessa) - Trio Esperança, France Inter, émission Bien entendu diffusée le 14 mai 1999, inédit radio - Brésil, version en portugais
- 1999 : La Javanaise (Jà vou nessa) - Trio Esperança, France Inter, émission Dans tous les sens diffusée le 2 juin 1999, inédit radio - Brésil, version en portugais
- 1999 : La Javanaise (instrumental flamenco) - Jean-Baptiste Marino, World flamenco orchestral, CD, Sur un Air d’Accordéon
- 1999 : La Javanaise - Le Grand Orchestre (constitué pour l’occasion, instrumental burlesque), France Inter, émission Le podium de France Inter diffusée le 17 juillet 1999, inédit radio
- 1999 : La Javanaise / L’hymne à l’amour - Richard Bona, France Inter, émission Rien à voir diffusée le 6 octobre 1999, inédit radio - Cameroun
- 2000 : La Javanaise - Richard Bona, France Inter, émission Playlist diffusée le 25 janvier 2000, inédit radio - Cameroun
- 2000 : La Javanaise / La Javanaise remake - Collégiale d'artistes, Paris Première, retransmission de l’Hommage à Gainsbourg au Festival de Jazz de Montreux du 9 juillet 2000, inédit TV
- 2000 : La Javanaise - Didier Sustrac, France Inter, émission Jee Bee et les cybernanas diffusée le 28 novembre 2000, inédit radio
- 2000 : La Javanaise (instrumental piano) - Franck Avitabile, France Inter, émission Le fou du roi diffusée le 15 décembre 2000, inédit radio
- 2000 : La Javanaise (instrumental accordéon) - 24 vedettes féminines de l’accordéon, Les filles aux doigts d’or, CD, Wagram / Disc Ambiance
- 2000 : La Javanaise (instrumental musette) - Louis Corchia et son orchestre, Le petit bal du samedi soir : 64 succès d’hier et d’aujourd’hui, CD, Forlane
- 1/10/2000 : Strip-tease (récité, paroles sans musique) - Bérangère Basty, Gainsbourg, Portraits, CD, Night et Day / Frémeaux et Associés
- 2001 : La Javanaise - Jane Birkin, Pop Sessions, CD, Mercury – 548 553 2
- 2001 : La Javanaise (en concert) - Patrick Bruel, Patrick Bruel live : Rien ne s’efface, VHS + CD, 14 Productions/RCA BMG 74321840002
- 2001 : La Javanaise (instrumental jazz) - Pierre-Alain Goualch, Exploring the music of Serge Gainsbourg, CD, Night Bird Music
- 2001 : Couleur café/La Javanaise (instrumental jazz swing) - L’Affaire à Swing, Le temps ne fait rien à l’affaire, CD, Dixie Production
- 2001 : La Javanaise - Patrick Bruel, M6, émission Le grand hit diffusée le 12 juillet 2001, inédit TV
- 2001 : La Javanaise (instrumental jazz) - Serge Forté Trio, La vie en bleu, CD, Ella Productions
- 2001 : La Javanaise (instrumental jazz) - Gilles Coquard, Reïsa, CD, Fairtune
- 2001 : La Javanaise - Marc Lavoine, France 2, émission Ma chanson d’enfance diffusée le 29 décembre 2001, inédit TV
- 2001 : La Javanaise (instrumental piano) - Patrick Péronne, Gainsbourg au bar, CD, Delta
- 2001 : La Javanaise (instrumental valse) - Starlight Symphonic Orchestra, Valse (20 valses éternelles), CD, Sony Music
- 2002 : La Javanaise - CharlÉlie, France Inter, émission Absolument fabuleux diffusée le 9 mars 2002, inédit radio
- 2002 : La Javanaise (instrumental piano) - Bruce Parker, Piano Mélodies, CD, Wagram
- 2002 : La Javanaise (instrumental violon) - Francis Darizcuren, Paris rendez-vous, CD, Sergent Major
- 2002 : La Javanaise (instrumental piano) - Jean Kikteff, Piano bar, CD, Vogue
- 2002 : La Javanaise (instrumental accordéon) - Aurélien Noël, Aimer, CD, Mohican
- 2003 : La Javanaise (instrumental jazz) - Bayou Combo, Martinique, CD, DJAZ
- 2003 : La Javanaise (en concert) - Chanson Plus Bifluorée, Le Cédé en public, CD, Rym Music
- 2003 : La Javanaise - Chanson Plus Bifluorée, Pour de vrai, pour de rire, CD, Rym Music
- 2003 : La Javanaise remake (en concert) - Marc Lavoine, Olympia 2003, CD, Universal / Mercury
- 2003 : La Javanaise - Kenzo Saeki, L’homme à tête de sushi, CD, Sawasdee - Japon, version en japonais
- 2003 : La Javanaise - Alexis, Gabrielle et Yoann - À la recherche de la nouvelle star - 1er Tubes, CD, Bmg
- 2004 : La Javanaise - [Interprète féminine inconnue], M6, émission Le grand classement diffusée le 13 octobre 2004, inédit TV
- 2004 : La Javanaise - Humana, La chorale, CD, Universal
- 2004 : La Javanaise (instrumental jazz) - André Ceccarelli, Carte blanche, CD, Francis Dreyfus Music
- 2005 : La Javanaise (instrumental piano) - Touareg (Maurice Vander), Touareg, CD, Mosaic Music
- 2005 : La Javanaise - Maud, TF1, Star Academy 2005, inédit TV
- Juin 2005 : La Javanaise - Pauline Croze, Direct 8, inédit TV
- 2005 : La Javanaise - Marc Lavoine, France 2, émission Symphonic show diffusée le 29 décembre 2005, inédit TV
- 2006 : La Javanaise - Alain Souchon, TF1, émission Podium diffusée le 18 mars 2006, inédit TV
- 2006 : La Javanaise - Natasha Saint-Pier, France 2, émission Gainsbourg pour toujours diffusée le 15 avril 2006, inédit TV
- 2006 : La Javanaise -  Pauline Croze, émission nouveaux talents, inédit TV
- 2006 : La Javanaise - Madeleine Peyroux, Half The Perfect World, CD, Rounder Records 11661 3252-2
- 2007 : La Javanaise - Victoria Abril, Olala!, CD, Topami Music 88697200602
- 2007 : La Javanaise - Les Castafiores, Mange Disque, CD, Mosaic Music
- 2007 : La Javanaise - Jean Corti (voix: Christian Olivier et Olivia Ruiz), Versatile, CD, Mon Slip MS117
- 2008 : La Javanaise - Bernard Lavilliers et Adrienne Pauly, France 2, émission Taratata no 258 diffusée le 14 mars 2008, inédit TV
- 2011 : La Javanaise - Lulu Gainsbourg (voix: Richard Bona), From Gainsbourg to Lulu, CD, Fontana 278 534-8
- 2011 : La Javanaise - Alzy Trio et friends, A French songbook, CD et émission sur France 3 en mai 2012
- 2012 : La Javanaise (en concert) - Florent Pagny, Ma liberté de chanter - Live acoustic, CD et DVD, AZ (Universal Music France)
- 2013 : La Javanaise - Jill Barber, Chansons, CD, Outside Music Canada

### 1963-33 toursLPBrigitte Bardot,Brigitte Bardot23 janvier 1963
- 1963 : L’appareil à sous - Jean-Claude Pascal - Super 45 tours, EP Voix de Son Maître paru le 11 juillet 1963
- 1963 : L’appareil à sous (instrumental jazz) - Claude Bolling, Bolling’s Band’s Blowing, 33 tours LP, Philips
- 1963 : L’appareil à sous (instrumental) - Maxim Saury, [Références inconnues]
- 1986 : L’appareil à sous - Kazuko Hohki, Kazuko Hohki chante Brigitte Bardot, 33 tours LP, Chabada nato OH12 - Japon
- 1990 : L’appareil à sous - Bruno Blum, Bruno Blum, 33 tours LP, New Rose 201
- 1993 : L’appareil à sous - Doisnel, Rosebud, The great collection V2, CD, Rosebud 519 087-2
- 1997 : L’appareil à sous - Gypsophile (avec Watoo Watoo), Apart in Alep, CD maxi, Elefant Records
- 1997 : L'appareil à sous - Watoo Watoo (avec Gypsophile), Un peu de moi, CD EP, Blackbean And Placenta Tape Club BBPTC 099
- 1997 : L’appareil à sous - Stereo Total, Monokini, CD, Bungalow BUNG 011-2 / Rough Trade Records GmbH 346.0011.2 43 - Allemagne
- 2003 : L’appareil à sous - Elista, France Inter, émission Le fou du roi diffusée le 11 septembre 2003, inédit radio
- 2010 : L'appareil à sous - Baguette Bardot, Best of B.B., CD,  Sawasdee Records SAW100115 - Japon - version japonaise
- 1986 : Je me donne à qui me plait - Kazuko Hohki, Kazuko Hohki chante Brigitte Bardot, 33 tours LP, Chabada nato OH12 - Japon
- 1999 : Je me donne à qui me plait - Christiane Canavese, Canavese chante Gainsbourg, CD, Au Merle Moqueur AMCD999
- 2009 : Je me donne à qui me plait - Marie-France, Marie-France visite Bardot, CD, JPB Production JPB004

### 1963-45 toursEPVilaine fille mauvais garçon,Serge Gainsbourg, janvier 1963
- 1963 : Un violon, un jambon - [Interprète inconnu], Teenage Party, 33 tours LP, Philips
- 1971 : Un violon, un jambon (en concert) - Serge Kerval, Récital public, 33 tours LP, BAM
- 1997 : Un violon, un jambon - Gilles Dreu, Alouette, CD, Magic / Capitol
- 1996 : Un violon, un jambon (en concert) - Serge Kerval, avec Fabrice Mouazan, 35 ans de chansons, 35 ans de passion, CD, Scalen Disc

### 1963-45 toursEPDanke schoen,Jackie Lawrence, octobre 1963
- 1963 : La saison des pluies (instrumental) - Elek Bacsik, Blue rondo à la turk, 33 tours LP, Fontana
- 1999 : La saison des pluies - Christiane Canavese, Canavese chante Gainsbourg, CD, Au merle moqueur AMCD999

### 1963-45 toursEPMa liberté,Serge Reggiani
- 1997 : Maxim’s - Un peu de Poésie, CD, [Références inconnues]
- 2000 : Maxim’s - Arielle, Paris Première, retransmission de l’Hommage à Gainsbourg au Festival de Jazz de Montreux du 9 juillet 2000, inédit TV
- 2000 : Maxim’s (récité, paroles sans musique) - Maurice Garrel, Gainsbourg, Portraits, CD, Night et Day / Frémeaux et Associés

### 1963- InéditUne petite tasse d'anxiété,Serge GainsbourgetGillian Hills, émission téléviséeTeuf Teuf, 5 octobre 1963
- 1er octobre 2000 : Une petite tasse d’anxiété (récité) : Sabeline Campo et Guy Godefroy - Portraits

### 1963-33 toursLPGainsbourg confidentiel,Serge Gainsbourg, 8 octobre 1963
- 1985 : Chez les yé-yé - Étienne Daho, Tombé Pour La France, 45 tours/30 cm EP, Virgin 80163
- 1991 : Chez les yé-yé - Chris Evans, Chez les Yéyés, CD, DCA/Musidisc 107322
- 1993 : Chez les yé-yé (instrumental jazz) - Alain Brunet, Alain Brunet Quartet joue Serge Gainsbourg, CD, WEA 450992120.2
- 1995 : Chez les yé-yé (Brainwash part II) - April March, Gainsbourgsion!, CD, Eurovision - États-Unis, version en anglais
- 1995 : Chez les yé-yé - April March, Gainsbourgsion!, CD, Eurovision - États-Unis
- 1999 : Le talkie-walkie - Christiane Canavese, Canavese chante Gainsbourg, CD, Au merle moqueur AMCD999
- 1996 : Elaeudanla teiteia - Jane Birkin, Versions Jane, CD, Philips 532140
- 2000 : Elaeudanla teiteia (récité, paroles sans musique) - Maurice Garrel, Gainsbourg, Portraits, CD, Night et Day / Frémeaux et Associés
- 2008 : Elaeudanla teiteia - Pauline Croze et Hocus Pocus, France 2, émission Taratata no 247 diffusée le 4 janvier 2008, inédit TV
- 23 octobre 1997 : Scenic railway - Mick Harvey, Pink Elephants, CD, Mute CDSTUMM157 - Australie, version en anglais
- 2001 : Scenic railway - Bertrand Louis, France Inter, émission Le fou du roi diffusée le 13 décembre 2001, inédit radio
- 2006 : Scenic railway - Dominique A et Philippe Katerine, Canal+, émission La Musicale diffusée le 31 mars 2006, inédit TV
- 1995 : Le temps des yoyos (The Land of Go) - April March, Gainsbourgsion!, CD, Eurovision - États-Unis, version en anglais
- 1995 : Le temps des yoyos - April March, Gainsbourgsion!, CD, Eurovision - États-Unis
- 1999 : Negative blues - Christiane Canavese, Canavese chante Gainsbourg, CD, Au merle moqueur AMCD999

### 1963-1963, Théâtre des Capucines,Serge Gainsbourg, 8 octobre 1963, parution 2001
- 25 mai 2004 : Dieu que les hommes sont méchantes : Scenic Railway - Tribute To Gainsbourg

### 1964-45 toursEPComment trouvez vous ma sœur?,Serge Gainsbourg, 26 février 1964
- Non daté : Eroticotico : Marie France - LP

### 1964-45 toursEPLe petit garçon,Serge Reggiani, 1964
- 1er janvier 1998 : Quand j’aurais du vent dans mon crâne : Sarah Boreo et Jean Bourdon,  cd Canetti 100672 Double

### 1964-33 toursLPMes premières vraies vacances,France Gall1ermars 1964
- Non daté : N’écoute pas les idoles : Miel Cerise
- 1964 : N’écoute pas les idoles (No escuches al idolo) - Frida Boccara, Es Mi Fiesta, 45 tours EP, Belter 51.461, version en espagnol
- 1997 : N’écoute pas les idoles (instrumental surf) - Polaris!, Polaris!, CD, Iglu Music Group - Canada

### 1964-45 toursEPL'été perdu,Isabelle Aubret, juin 1964
- 1969 : Arc en ciel - France Duval, 45t/EP COD504A

### 1964-45 toursEPLaisse tomber les filles,France Gall, septembre 1964
- Non daté (années 1960) : Laisse tomber les filles (instrumental) - Roland Vincent, Laisse tomber les filles, 45 tours EP, Trianon 4517
- 1964 : Laisse tomber les filles - Dany Claude et Marie-Françoise, 45 tours EP, Saphir LDP5551
- 1981 : Laisse tomber les filles - The Honeymoon Killers, Les tueurs de la lune de miel, 33 tours LP, Crammed Discs CRAM 013 - Belgique
- 1995 : Laisse tomber les filles (Chick Habit) - April March, Gainsbourgsion!, CD, Eurovision - États-Unis, version en anglais
- 1995 : Laisse tomber les filles - April March, Gainsbourgsion!, CD, Eurovision - États-Unis
- 1996 : Laisse tomber les filles - Alice Dona, Les plus belles chansons françaises - 1964, CD, Éditions Atlas FRA CD 003
- 1996 : Laisse tomber les filles - Michael von der Heide, Michael von der Heide CD, Tudor 8128 - Suisse
- 1997 : Laisse tomber les filles - God Is My Co-Pilot, Je Suis Trop Content - A Goddess Micropilot Tour CD, CD, Dark Beloved Cloud DBC210 - États-Unis
- 1998 : Laisse tomber les filles, Hasheem - cd Barclay 557671
- 1999 : Laisse tomber les filles - April March, France Inter, émission Playlist diffusée le 3 décembre 1999 - États-Unis, inédit radio
- 2000 : Laisse tomber les filles (inédit) - April March, France Inter, émission Le fou du roi diffusée le 3 mars 2000 - États-Unis, inédit radio
- 2001 : Laisse tomber les filles - Gildor Roy, Les Divans, CD, DKDO - Québec
- Non daté (vers 2001) : Laisse tomber les filles - Baby Spice, [Références inconnues]
- 2003 : Laisse tomber les filles - Star Academy 3, Star Academy fait sa bamba, CD, Mercury
- 2004 : Laisse tomber les filles - Fabienne Delsol, No Time For Sorrows, CD, Damaged Goods DAMGOOD 221 CD
- 2004 : Laisse tomber les filles (en concert) - Elista, Eurockéennes de Belfort, 3 juillet 2004, inédit concert
- 2004 : Laisse tomber les filles - Zombie Eaters, Le pensionnat déchire les yéyés, CD,
- 2006 : Laisse tomber les filles - Mareva Galanter, Ukuyéyé by Mareva, 19 juillet 2006, CD, Warner Music France 2564634842
- 2006 : Laisse tomber les filles - Elke Brauweiler, Twist à Saint Tropez, CD, Königskinder Schallplatten Gmbh SPV82622CD - Allemagne
- 2010 : Laisse tomber les filles - Pigeons, Liasons, CD, Soft Abuse SAB045 - États-Unis
- 2010 : Laisse tomber les filles - Renan Luce, Concert au Paléo Festival Nyon 2010, inédit concert
- 2010 : Laisse tomber les filles - BB Brunes et Alizée, Muzik'Elles Festival de Meaux, 26 septembre 2010, inédit concert
- 2011 : Laisse tomber les filles - Marième Ndiaye, Marième, CD, Tandem TMUCD5842 - Québec
- 2012 : Laisse tomber les filles - In Aeternam Vade, French Synth Lovers compilation, CD, Serendip SWCD01

### 1964-45 toursEPLes James Dean,Petula Clark, 15 octobre 1964
- 1965 : Ô ô shériff : Los 3 Sudamericanos, Oh Oh Sheriff / Cartagenera, 45 tours, Belter 07-196 Paraguay
- 1er octobre 1964 : Ô (ô) shériff : Dany Claude et Marie Françoise, Les Filles De Mon Pays, 45 tours EP, Disque Saphir LDP 5.552
- 1er décembre 1964 : Ô ô shériff : Barbara, France Inter, inédit radio
- 1964 : Ô ô shériff : V. Wanson - 45t/EP Succesrama SR43

### 1964-33 toursLPGainsbourg percussions,Serge Gainsbourg, 26 octobre 1964
- 1er janvier 1993 : Joanna - en concert : Kent, inédit
- 1997 : Là-bas c'est naturel : Cyro Baptista, Great jewish music : Serge Gainsbourg, CD, Tzadik 7116 - Brésil
- 2011 : Là-bas c'est naturel : The Feeling of love, Dissolve me, 33 tours LP, Born Bad Records BB034
- 1970 : Pauvre Lola : Bourvil et Jacqueline Maillan, Ca (Je t'aime moi non plus), 45 tours, Pathé 2 C006-11079
- 1995 : Pauvre Lola (Poor Lola) : April March, Gainsbourgsion!, CD, Euro Visions Euro001  (version anglaise)
- 1995 : Pauvre Lola : April March, Gainsbourgsion!, CD, Euro Visions Euro001
- 1997 : Pauvre Lola : Ikue Mori, Great Jewish Music: Serge Gainsbourg, CD, Tzadik 7116
- 1er octobre 1995 : Quand mon 6,35 me fait les yeux doux (The Barrel of my 45) : Mick Harvey, Intoxicated Man, CD, Mute CD STUMM144 (version anglaise)
- 1999 : Machins choses : Christiane Canavese, Canavese chante Gainsbourg, CD, Au Merle Moqueur  AMCD999
- 9 juillet 2000 : Machins choses - en concert : Jacques Higelin, Hommage à Montreux (Suisse), inédit télé
- 1er octobre 1995 : New York, Usa : Mick Harvey, Intoxicated Man, CD, Mute CD STUMM144 (version anglaise)
- 1969 : Couleur café : Jean Pierre Sabar, Super dance : Les orgues électroniques
- 21 octobre 1990 : Couleur café : Art Mengo, Fr3 inédit télé
- 1991 : Couleur café : Claire Chevalier, Saveur Brésil, CD, Iris Music 3004 902
- 1992 : Couleur café : Nazaré Pereira, Thaina-Kan, CD, Ascot
- 1993 : Couleur café : Marc Lavoine et Mathilda May, France 2, Taratata no 28, diffusion 9 octobre, inédit télé
- 1994 : Couleur café : Hervé Krief Blues Trio, Paris Bruxelles, CD, Infernal BSM04
- 1994 : Couleur café (instrumental) : Alain Brunet, Alain Brunet Quartet joue Gainsbourg, CD, WEA 450992120.2
- 1996 : Couleur café : Jane Birkin, Versions Jane, CD, Philips 532140
- 1996 : Couleur café : Nicolas Botni, Les Plus Grands Succès de Serge Gainsbourg, CD, Les Tréteaux CD 163
- 1996 : Couleur café : Beethova Obas, Pa prese, CD, Déclic Communication 7243 8420092 3
- 1997 : Couleur café : Marianne James, France Inter Tous aux abris, inédit radio
- 1997 : Couleur café - en concert : Kent, Zazie et Jane Birkin, M6 Francofolies de La Rochelle, 14 juillet 1997, inédit télé
- 1997 : Couleur café : Steve Beresford, Great Jewish Music: Serge Gainsbourg, CD, Tzadik 7116
- 1998 : Couleur café : Delavoix, Delavoix, CD, Polydor 557648-2
- 1998 : Couleur café : Beethova Obas, France Inter, Dans tous les sens, 13 février 1998, inédit radio
- 1er juillet 1998 : Couleur café - en concert : Delavoix, Le groove prend le maquis live aux francofolies, CD
- 15 octobre 1998 : Couleur café : Marc Hévéa, France Inter, Dans tous les sens, inédit radio
- 15 février 1999 : Couleur café : Delavoix, France Inter, Dans tous les sens, inédit radio
- 23 février 1999 : Couleur café (Color café) : Alma Rosa, Latin soul
- 23 avril 1999 : Couleur café : Raoul Paz, Cuba libre, CD
- 2000 : Couleur café - en concert : Isabelle Boulay, Scènes d'amour, CD, Sidéral - Québec
- 1er mai 2000 : Couleur café - instrumental : Pierre Alain Goualch, Exploring the music of Serge Gainsbourg (2001), CD
- 9 juillet 2000 : Couleur café - en concert : Jacques Higelin, Hommage à Montreux (Suisse), inédit télé
- 30 octobre 2000 : Couleur café : Clémentin, Couleur café, CDS
- 10 juillet 2001 : Couleur café / La javanaise : L'Affaire à swing, Le temps ne fait rien à l'affaire
- 2 octobre 2001 : Couleur café : Kristo Numpuby, France Inter, Le fou du roi, inédit radio
- 1er décembre 2001 : Couleur café - instrumental : Patrick Péronne, Gainsbourg au bar, CD
- 7 mai 2002 : Couleur café : Babaloo, I'm in the nude for love
- 26 mars 2003 : Couleur café : Kenzo Saeki, L'homme à tête de Sushi, CD
- 13 mars 2004 : Couleur café (Rumba café) - en concert : La Tumba, Concert à La Clef - St Germain en Laye
- 2005 : Couleur café : Yéyé de Cadiz, Puerta Tierra, CD, La Flamenca discos CDL-6069(SE) - Espagne
- 1er mai 2005 : Couleur café : Kid Fléo, Saveur créole, CD
- 2006 : Couleur café : Petra Magoni et Ferruccio Spinetti, Musica Nuda 2, CD, Radio Fandango 0012RAF - Italie
- 2006 : Couleur café : Jerez-Texas, Saó, CD, Resistencia RESCD192
- 2008 : Couleur café : Beatriz Luengo, Carrousel, CD, Universal Music - Espagne
- 2008 : Couleur café : Christophe Maé et William Balde, France 2, Émission Taratata n° 290 diffusée le 10 décembre 2008 - inédit Télé
- 2010 : Couleur café : Charlotte Gainsbourg, France 2, Émission Taratata fête la musique, diffusée en direct le 21 juin 2010 - inédit télé
- 2011 : Couleur café : Bernard Lavilliers et Madjo, France 2, émission Taratata no 372, diffusée le 4 janvier 2011 - inédit télé
- 2011 : Couleur café : Lulu Gainsbourg, (Vocals Ayọ, Matthieu Chedid, Sly Johnson, Lulu Gainsbourg), From Gainsbourg To Lulu, CD, Fontana 278 534-8
- 2011 : Couleur café : Luciana Mello, 6° Solo, CD, Trama - Brésil
- 2012 : Couleur café : Lulu Gainsbourg, Ayọ et Sly Johnson, France 2, émission Taratata no 409, diffusée le 13 janvier 2012 - inédit télé
- 1982 : Ces petits riens : Françoise Hardy, Quelqu'un qui s'en va, 33 tours LP, Flarenasch 723 643
- 1985 : Ces petits riens : Gérard Lanvin, réplique dans le film Moi vouloir toi de Patrick Dewolf
- 1991 : Ces petits riens : Claire Chevalier, Saveur Brésil, CD, Iris Music 3004 902
- 1995 : Ces petits riens : Zizi Jeanmaire, Zizi au Zénith, CD, Sergent Major Compagnie 992500
- 1996 : Ces petits riens : Jane Birkin, Versions Jane, CD, Philips 532140
- 8 novembre 1996 : Ces petits riens : Bévinda, France Inter, Changement de direction, inédit radio
- 2 septembre 1998 : Ces petits riens : Czerkinsky, France Inter, Dans tous les sens, inédit radio
- 1999 : Ces petits riens : Grégori Czerkinsky, Czerkinsky, CD, Le Village Vert VIVE 53/ Wagram 3051892
- 1999 : Ces petits riens : Christaine Canaveze, Canaveze chante Gainsbourg, CD, Au Merle Moqueur AMCD999
- 9 juillet 2000 : Ces petits riens - en concert : Arielle, Hommage à Montreux (Suisse), inédit télé
- 1er octobre 2000 : Ces petits riens : Maurice Garrel, Gainsbourg, portraits, CD
- 2001 : Ces petits riens : Pierre-Alain Goualch, Exploring the music of Serge Gainsbourg, CD, Night Bird Music NBM 1002 2
- 1er février 2002 : Ces petits riens : Angélique Kidjo, France Inter, Tam-tam, inédit radio
- 7 février 2002 : Ces petits riens : Yenna, France Inter, Le fou du roi, inédit radio
- 25 février 2002 : Ces petits riens : Angélique Kidjo, France Inter, Le fou du roi, inédit radio
- 19 mars 2002 : Ces petits riens : Angélique Kidjo, Black Ivory soul, CD, Columbia 506069 2
- 14 septembre 2004 : Ces petits riens : Angélique Kidjo, France Inter, Le pont des artistes, inédit radio
- 9 février 2006 : Ces petits riens (Those little things) - demo : Carla Bruni, Les Inrockuptibles présentent…, CD promo
- 27 février 2006 : Ces petits riens (Those little things) : Carla Bruni, Monsieur Gainsbourg Revisited, CD, Barclay 983 710-9
- 2 mars 2006 : Ces petits riens (Those little things) : Carla Bruni, Canal +, la musicale diffusion 31 mars 2006, inédit télé
- 2006 : Ces petits riens : Bévinda, Gainsbourg Tel Qu'elle 1958-1968, CD, Rue Stendhal 006609
- 2007 : Ces petits riens : Stacey Kent, Breakfast On The Morning Tram, CD, Blue Note 5099950161126 - États-Unis
- 2008 : Ces petits riens : Elina Duni, Baresha, CD, Meta Records meta 039 - Suisse
- 2010 : Ces petits riens : La Machete (Mirtha Guerrero), De verdes... y maduras, CD - Pérou
- 2011 : Ces petits riens : Zaz, Zaz Live Tour - Sans Tsu Tsou, CD et DVD, Play On/Sony Music 88691906992
- 2011 : Ces petits riens : Sophie Milman, In The Moonlight, CD, eOne EOM-CD-2157 - Canada

### 1965-45 toursEPRue de la Gaité,Isabelle Aubret, février 1965
- 1er octobre 2000 : Pour aimer il faut être trois : Huguette Maillard,  Gainsbourg Portraits, CD, Night et Day / Frémeaux et Associés

### 1965-45 toursEPPoupée de cire, poupée de son,France Gall, mars 1965
- Non daté : Poupée de cire poupée de son : Orchestre Roger Simon : Bain de minuit, 33 tours/30 cm, Symco lp115
- Non daté : Poupée de cire poupée de son : Les Compagnons de la Discothèque, Chansons et play backs de l'alsacienne - Album no 3, 45 tours EP, L'Alsacienne Album 3/Pathé Marconi
- 1965 : Poupée de cire poupée de son : Claude France, 45 tours EP, Pain Expo Brood E.55 - Belgique
- 1965 : Poupée de cire poupée de son (De modepop) : Marijke Merckens, De Modepop (Poupée De Cire), 45 tours, Decca AT 10 144 - Pays-Bas - version néerlandaise
- 1965 : Poupée de cire poupée de son (Muñeca de cera) : Rosalía, Chica ye, ye, 45 tours EP, Zafiro Z-E684 - Espagne - version espagnole
- 1965 : Poupée de cire poupée de son (Muñeca de cera) : Karina, Muñeca de cera, 45 tours EP, Hispavox HH 17-321 - Espagne - version espagnole
- 1965 : Poupée de cire poupée de son (Boneca De Cera, Boneca De Son) : Karina, 45 tours EP, Hispavox HI 1093 - Portugal - version portugaise
- 1965 : Poupée de cire poupée de son (Vahanukke, Laulava Nukke) : Ritva Palukka, Vahanukke, Laulava Nukke, 45 tours, Philips 340 703 PF - Finlande - version finnoise
- 1965 : Poupée de cire, poupée de son (Det Kan Väl Inte Jag Rå För) : Gitte Haenning, 45 tours, His Master's Voice X 8660 - Suède - version suédoise
- 1965 : Poupée de cire, poupée de son (Det Kan Väl Inte Jag Rå För) : Lill-Babs, Letkis-Jenka, 45 tours EP, Karusell KSEP 3336 - Suède - version suédoise
- 1965 : Poupée de cire, poupée de son (Lille Dukke) : Sys Gregers, Monica, 45 tours, Teener ST 41358 - Danemark - version danoise
- 1965 : Poupée de cire poupée de son (La akdar alik) : Bob Jalil, Poupée De Cire, Poupée De Son, 45 tours EP, Polydor 27286 - Maroc - version arabe
- 1965 : Poupée de cire poupée de son : Fred Gérard, Trumpets Club, 45 tours EP, Disques Festival FY 2410 M
- 1965 : Poupée de cire poupée de son : Dominique, Chante… Poupée De Cire, Poupée De Son, 45 tours EP, Trianon 4531 ets
- 1965 : Poupée de cire poupée de son (Viaszbaba) : Toldy Mária, Viaszbaba, 45 tours EP, Qualiton EP 7340 - Hongrie - version hongroise
- 1965 : Poupée de cire poupée de son (Muñeca de cera) : Los Pekes, Chao Chao, 45 tours EP, Novola NV-108 - Espagne - version espagnole
- 1965 : Poupée de cire poupée de son (Muñeca de cera) : Hermanas Benitez, Chao,Chao, 45 tours EP, Discophon 27.416 - Espagne - version espagnole
- 1965 : Poupée de cire poupée de son (Muñeca de cera) : Francisco Heredero, Sóc D'Algú, 45 tours EP, Concentric 6010-XC - Espagne - version espagnole
- 1965 : Poupée de cire poupée de son (A Lonely singing doll) : Twinkle, A Lonely Singing Girl, 45 tours EP, Decca 457.077 - Angleterre - version anglaise
- 1965 : Poupée de cire poupée de son : Anne Morré and Bob Tracy With Jean Claudric And His Ensemble, Spring hits, 33 tours 7",  Gala International SPK-744 -  Belgique
- 1965 : Poupée de cire poupée de son : Les Strapontins, 45 tours EP, Barclay 72653M
- 1965 : Poupée de cire poupée de son (instrumental) : Les Scarlet
- 1965 : Poupée de cire poupée de son : Janie Jurka, 45 tours EP, Philips 450.164 PAE
- 1965 : Poupée de cire poupée de son (instrumental): Franck Pourcel, 45 tours/17 cm EP, La Voix de son Maitre EGF 802
- 1965 : Poupée de cire poupée de son (instrumental) : Ken Lean, Spécial Eurovision 65, 45 tours EP, La Voix De Son Maître/Pathé Marconi EMI EGF 806
- 1965 : Poupée de cire poupée de son (instrumental) : Georges Jouvin,  Relax, 33 tours LP, La Voix De Son Maître/EMI FELP 291
- 1965 : Poupée de cire poupée de son : Sonia Christie, 45 tours EP, Disque Saphir LDP 5 559
- 1965 : Poupée de cire poupée de son (כל ילדה היא פרח) : Gila Adari, 45 tours EP, Hataklit HI 17073 - Israël - version en hébreu
- 1965 : Poupée de cire poupée de son (Das War Eine Schône Party) : Angélique - Allemagne - version allemande
- 1965 : Poupée de cire poupée de son (Das War Eine Schône Party) : Götz Alsmann - Allemagne - version allemande
- 1965 : Poupée de cire poupée de son (夢見るシャンソン人形) : Mieko Hirota, 45 tours, Columbia - Japon - version japonaise
- 1966 : Poupée de cire poupée de son : Nicole Félix, 7th EP, 45 tours EP, Supraphon 33640 - Tchecoslovaquie
- 1966 : Poupée de cire poupée de son (Vosková Panenka) : Eva Pilarová, 45 tours, Supraphon 013151 - Tchecoslovaquie - version tchèque
- 1966 : Poupée de cire poupée de son (Muñeca de cera) : Leo Dan, 45 tours, CBS - Argentine - version espagnole
- 1968 : Poupée de cire poupée de son (Восковая Кукла) : Muslim Magomayev, Восковая Кукла, 33 tours Flexi disc, Мелодия ГД 0001045-6 - URSS - version russe
- 1968 : Poupée de cire poupée de son (Si on jouait au papa et à la maman, adaptation) : Les Frères ennemis, 45 tours EP, Philips 437401BE, 33 tours/30 cm LP, Philips 884982
- 1er décembre 1969 : Poupée de cire poupée de son : Barbara, France Inter, inédit radio
- 1971 : Poupée de cire poupée de son : Conchita Bautista et Karina - Espagne
- 1971 : Poupée de cire poupée de son (夢見るシャンソン人形) : Minami Saori, 潮風のメロディー, 33 tours LP, CBS - Japon - version japonaise
- Non daté (entre 1980 et 1992) : Poupée de cire poupée de son (Búp Bê Không Tình Yêu) : Ngọc Lan - Viet Nam - version vietnamienne
- 1981 : Poupée de cire (poupée de son) : Oberkampf, Couleurs sur Paris, 45 tours EP, Oberkampf Records O1
- 1981 : Poupée de cire poupée de son : Jeanette Und Das Land Z, Poupée De Cire, Poupée De Son / Raumpatrouille, 45 tours, Konkurrenz KON 4 - Allemagne
- 1983 : Poupée de cire poupée de son : Nathalie Simard, Animauville, 33 tours LP, Les Disques N°1 NTV-1835 - Québec
- 1984 : Poupée de cire poupée de son : Chris Bonny, 45 tours, Ariola 106.439 - Belgique
- 1987 : Poupée de cire poupée de son (夢見るシャンソン人形) : Min Hisako et Klinamen, 世界によろしく, 45 tours Single, ナゴムレコード NG-038 - Japon - version japonaise
- 1992 : Poupée de cire poupée de son : Tatiana, ... Chante, CD, Evasion Disques ECD 92217
- 1993 : Poupée de cire poupée de son : Claire Ann, 45 tours
- 1993 : Poupée de cire poupée de son (夢見るシャンソン人形) : Suzy Susie, Collection spring '93, CD, Polygram - Japon - version japonaise
- 1993 : Poupée de cire poupée de son : Bridge, CD Single, Polystar PSDR-5037/Trattoria Menu.26 - Japon
- 1994 : Poupée de cire, poupée de son (Det Kan Väl Inte Jag Rå För) : Anne-Lie Rydé, Prima Donna!, CD, Hi Fidelity EMI 4751012 - Suède - version suédoise
- 1994 : Poupée de cire, poupée de son (Lille Dukke) : Sterk Naken Og Biltyvene, Tretten Døde Roser, CD, Sonet SCD 15066 - Norvège- version norvégienne
- 1994 : Poupée de cire poupée de son (Little chanson doll) : Nice Music (Seiki Sato et Yushi Shimizu), Nice Music Now!, CD, Victor - Japon - version japonaise
- 1995 : Poupée de cire (poupée de son) : Wizo, Herrénhandtasche, CD EP, Hulk Räckorz HULK 182 - Allemagne
- 1995 : Poupée de cire poupée de son (Das Puppenhaus) : Cornelia Grolimund, Das Puppenhaus, CD EP, Blue Martin Records BLM 339049-2 - Allemagne - version allemande
- 1996 : Poupée de cire poupée de son : Judith Bérard, Les Plus Belles Chansons Françaises - 1965, CD, Éditions Atlas FRA CD 004
- 1996 : Poupée de cire poupée de son : Sœur plus!, Agio, CD, D-Dance 11 61902
- 1997 : Poupée de cire poupée de son : Nosoträsh, Nadie Hablará De…, CD, BMG Music Spain 74321552932 - Espagne
- 1997 : Poupée de cire poupée de son (Búp Bê Không Tình Yêu) : Tam Ca Áo Trắng, Xa Rồi Tuổi Thõ, CD, Bến Thành 754 -  Viet Nam - version vietnamienne
- 1997 : Poupée de cire poupée de son : Mrs. Einstein, Goes Europe, CD, Columbia COL 487464 2 - Pays-Bas
- 1998 : Poupée de cire poupée de son : Die Aeronauten, Weltmeister, 45 tours, L'Age d'Or, LADO 14014-7 - Allemagne
- 1998 : Poupée de cire poupée de son (Muñeca de cera) : Paco Clavel, Eurovisión-2000, CD, Barsa Promociones CD-0825 - Espagne- version espagnole
- 1998 : Poupée de cire poupée de son (夢見るシャンソン人形)  : Fumie Hosokowa, Gainsbourg Tribute '95, CD, Columbia COCA-12435 - Japon - version japonaise
- 1998 : Poupée de cire poupée de son (Das war eine schône party) : Die Moulinettes, 20 blumen, CD,  Marina MA 34 - Allemagne - version allemande
- 8 mai 1998 : Poupée de cire poupée de son : Frédéric Lebon, France Inter, Dans tous les sens, inédit radio
- 1er octobre 1998 : Poupée de cire poupée de son : Belle and Sebastian, France Inter, Black Session, inédit radio
- 1998 : Poupée de cire poupée de son : Kim Kay, CD Single, EMI Music Belgium 7243 88645720 - Belgique
- 1998 : Poupée de cire poupée de son : Dubstar feat. Sacha Distel, A Song For Eurotrash Compilation, CD, EMI 7243 4 95062 2 0
- 1999 :  Poupée de cire poupée de son (Das war eine schône party), Götz Alsmann, Zuckersüß, CD, Universal/EmArcy 547 790-2 - Allemagne - version allemande
- 2001 : Poupée de cire poupée de son : Les Valentins - concerts des 23, 24 et 25 octobre 2001 au Nouveau Casino - inédit
- 2001 : Poupée de cire poupée de son : Les Baby Spice, Chantez et Dansez avec les Baby Spice, DVD - Québec
- 2001 : Poupée de cire poupée de son (Muñeca de cera) : Montréal 76, Lucien Forever - A Tribute To Serge Gainsbourg, CD, Pussycats Records PSCD 027 - Espagne - version espagnole
- 9 avril 2001 : Poupée de cire poupée de son : Julie Zenatti, France 3, En attendant l'Eurovision, inédit télé
- 9 avril 2001 : Poupée de cire poupée de son : Raphaël Mezrahi, France 3, En attendant l'Eurovision, inédit télé
- 2002 : Poupée de cire poupée de son : Lamos-K feat. Ann'so, NRJ - Les Tubes De L'Été 2002 Compilation, CD, Zed/Follow Up 167.4013.020
- 2003 : Poupée de cire poupée de son : Belle et Sebastian, Fans Only, DVD, Jeepster Recordings JPRDVD 001 - Écosse
- 2003 : Poupée de cire poupée de son : Javier Corcobado, Fotografiando Al Corazón, CD, Gasa/DroEastWest 5050466-5174-5-6 - Espagne
- 2003 : Poupée de cire poupée de son : Laetizia Alberti, M6, émission Saison 1 de Nouvelle Star - inédit télé
- 2003 : Poupée de cire poupée de son : Hélène Delavault, Femme... Femmes!, CD, Plaza Major
- 2003 : Poupée de cire poupée de son (夢見るシャンソン人形) : Plugged Ear, Live 2003, CD-R, There TRCD03 - Japon - version japonaise
- 2004 : Poupée de cire poupée de son : Les Sans Culottes, Fixation Orale, CD, Aeronaut Records - États-Unis
- 2005 : Poupée de cire poupée de son : Die Tornados, Die Tornados / Curlee Wurlee! – Split, 7" 33 tours EP, copaseDisques CDEP002 / Höhnie Records hö 82 - Allemagne
- 2005 : Poupée de cire poupée de son : Sugareen, Gravity Check, CD, Out-O-Space Records - Allemagne
- 2005 : Poupée de cire poupée de son : The Hillbilly Moon Explosion, By Popular Demand, CD, Crazy Love Records CLCD 64228 - Suisse
- 2005 : Poupée de cire poupée de son : All Automatic Wash, Dark Night Avenger, 45 tours EP, Creaked Records CRDS03
- 2005 : Poupée de cire poupée de son : Fake, Le pensionnat déchire les yéyés Compilation, CD, M6 Interactions
- 2006 : Poupée de cire poupée de son : Welle: Erdball, Chaos Total, CD, Synthetic Symphony SPV 63872 - Allemagne
- 2006 : Poupée de cire poupée de son : Lorie, France 2, Gainsbourg pour toujours diffusé le 15 avril 2006, inédit télé
- 2007 : Poupée de cire poupée de son : Arcade Fire, 45 tours, Merge Records MRG313 - Québec
- 2007 : Poupée de cire poupée de son (Was) : Spinvis, Goochelaars et Geesten, CD, Excelsior EXCEL96134 - Pays-Bas - version néerlandaise
- 2007 : Poupée de cire poupée de son : Françoise Framboise Feat. Margaretha, Re:play Euroviisut, Compilation, CD, Bonnier Amigo Music Finland 334 80843 - Finlande
- 2007 : Poupée de cire poupée de son (Vahanukk) : Meribel Müürsepp, Star Sisters (compilation), CD - Estonie - version estonienne
- 2009 : Poupée de cire poupée de son : Jorg Schiffers, This Thing's On, CD-R, Laterax Recordings LAT#29 - Pays-Bas
- 2012 : Poupée de cire poupée de son : Therion, Les Fleurs du Mal, CD, End of the Light EOL022 - Suède

### 1965-45 toursEPLa guerilla,Valérie Lagrange, mars 1965
- 1965 : La guérilla : Los Incas, Special Danse, 45 tours EP, Philips 437 103 BE
- 1er décembre 1965 : La guérilla : Barbara, France Inter, inédit radio

### 1965- InéditSourire, soupirs,Henri Salvador,Petula Clark,Sacha Distel, émission téléviséePirouettes Salvador, 19 avril 1965
- 5 octobre 1966 : Sourire soupirs  :  Valenzula Laura - Bo Carré De Dames Pour Un As - inédit

### 1965-45 toursEPBubble gum,Brigitte Bardot, 7 juillet 1965
- 1965 : Bubble gum : Les Strapontins, Scandale dans la famille, 45 tours EP, Barclay 72672
- 1965 : Bubble gum (instrumental) :  Les Scarlet
- 1er décembre 1965 : Bubble gum : Barbara, France Inter, inédit radio
- 1er octobre 2001 : Bubble gum : Jil Caplan, France Inter, Le fou du roi,  inédit radio
- 2009 : Bubble gum : Marie-France, Marie-France visite Bardot, CD, JPB Production JPB004
- 2009 : Les Omnibus : Marie-France, Marie-France visite Bardot, CD, JPB Production JPB004

### 1965-45 toursEPIl s'appelle reviens,Régine, juillet 1965
- 1er décembre 1965 : Il s'appelle reviens : Barbara, France Inter, inédit radio
- Non daté : Les P'tits Papiers : Amonite, Première - Folk Évolutif, 33 tours LP, TTDDM 001
- 1987 : Les P'tits Papiers : Jane Birkin, Jacques Dutronc et Serge Gainsbourg, Birkin et ses invités, A2 diffusé le 31 décembre 1987 - inédit tv
- 1994 : Les P'tits Papiers : Johnny Human - Vox Humana, Unsampled (Compilation), CD, Alligator Discs alig CD 01
- 1995 : Les P'tits Papiers : Laurent Voulzy et Régine, France 2, Taratata no 78, diffusé le 31 décembre 1995, inédit télé
- 1995 : Les P'tits Papiers : Françoise Kucheïda, De la Scarpe à la Seine, CD, Saravah SHL 2072
- 20 février 1996 : Les P'tits Papiers : Marie Paule Belle, Atlas, CD
- 1997 : Les P'tits Papiers : Guts!, Ardense, CD, Carbon 7 C7 022
- 1997 : Les P'tits Papiers : Enzo Enzo et Thomas Fersen, France 2, Taratata no 161 diffusion le 24 avril 1997, inédit télé
- 1999 : Les P'tits Papiers: Rodolphe Burger And The Meteor Band + Philippe Poirier, Liberté de circulation, CD, Naïve NV3223-1
- 1999 : Les P'tits Papiers  : Les Croquants, Ça sent la bière, CD, Cali Mucho cmcd01
- 24 avril 2003 : Les P'tits Papiers : Trancède, France Inter, Le fou du roi, inédit radio
- 10 juin 2004 : Les P'tits Papiers : Rodolphe Burger, France 5, Studio 5, inédit télé
- 2009 : Les P'tits Papiers : Jane Birkin, Au Palace, CD, Capitol Music 509993062782 6

### 1965-45 toursEPAttends ou va-t'en,France Gall, juillet 1965
- 1985 : Attends ou va-t'en : Mikado - 33 tours LP, Disques Vogue 540132
- 2000 : Attends ou va-t'en : Baby Birkin, Lucien Forever - A Tribute To Serge Gainsbourg, Pussycats Records PSCD027
- 2002 : Attends ou va-t'en : Sonia, sings French bossa, Toshiba Emi
- 2003 : Attends ou va-t'en : Cinephile, Kayomania - Chanson Japonaise, CD, Nippon Crown - Japon
- 2005 : Attends ou va-t'en : Lio, Dites Au Prince Charmant, CD, Recall 8345118322
- 2007 : Attends ou va-t'en : Sylvie Vartan, Nouvelle Vague, CD, Mercury 530 042-5

### 1965-45 toursEPL'amérique,France Gall, septembre 1965
- 1er décembre 1969 : Nous ne sommes pas des anges : Barbara, Le cahier de chansons - inédit radio
- 1996 : Nous ne sommes pas des anges : Heavenly, Operation Heavenly, CD, Wiiiija WIJCD 1053 - Royaume-Uni

### 1966-45 toursEPQui est in qui est out,Serge Gainsbourg, janvier 1966
- 9 avril 1978 : Qui est in qui est out : Laurent Voulzy, emission TV Musique and music - inédit TV
- 1979 : Qui est in qui est out : Laurent Voulzy, Cœur grenadine, 33 tours/30 cm, RCA PL37266
- 21 octobre 1990 : Qui est in qui est out : Indochine, FR3 - Émission TV Les Grands  - inédit TV
- 1996 : Qui est in qui est out : Richard Gotainer, Les Plus Belles Chansons Françaises - 1966 - CD, Éditions Atlas FRA CD 005
- 1997 : Qui est in qui est out (Who Is In Who Is Out) : Mick Harvey, Pink elephant, CD, Mute CDSTUMM157 - Australie - version anglaise
- 1998 : Qui est in qui est out (In / Out) : Stereo Total, Cover girl, 45 tours, Sheep Records Kebab006 - Allemagne
- 1999 :  Qui est in qui est out (In / Out) - Stereo Total, album My Melody
- Mars 2006 : Qui est in qui est out : Déjà Vu - En Concert, CCO Villeurbanne
- 21 janvier 2011 : Qui est in qui est out : BB Brunes - Le Live Le Figaro
- 1982 : Docteur Jekyll et Monsieur Hyde : Leda Atomica, 45 tours, RCA PB8943
- 1999 : Docteur Jekyll et Monsieur Hyde : Les Sans Culottes, Les Sans Culottes, CD, Escargot Go Rec. - États-Unis
- 4 novembre 2005 : Docteur Jekyll et Monsieur Hyde : Camille Bazbaz - France Inter, Le fou du roi - inédit radio
- 2006 : Docteur Jekyll et Monsieur Hyde : Dionysos - Canal+, Émission La musicale, diffusée le 31 mars 2006 - DVD Monsters in Live, Barclay 984471-1
- 2012 : Docteur Jekyll et Monsieur Hyde : Dionysos, Plays Bird'N'Roll !, 45 tours, Barclay 279 284-7

### 1965-45 toursEPLa Gadoue,Petula Clark, janvier 1966
- 1966 : La gadoue (instrumental accordéon) : Maurice Larcange, Le Folklore Américain, 33 tours LP, Decca 40.160S
- 1er décembre 1969 : La gadoue : Barbara, France Inter - inédit radio
- 1996 : La gadoue : Jane Birkin, Versions Jane, CD, Philips 532 140-2
- 9 mars 1996 : La gadoue : Alain Souchon et Patrick Bruel - TF1, émission TV Top aux Carpentiers - inédit TV
- 14 septembre 1998 : La gadoue : Frédéric Lebon - France Inter, émission radio Dans tous les sens - inédit radio
- 2005 : La gadoue : Kenzo Saeki, Camembert et sushi, CD, Mantra - Japon - version japonaise

### 1966-45 toursEPBaby pop,France Gall, février 1966
- 1966 : Baby pop : Colette Girard, 45 tours, Philips
- 1966 : Baby pop : Antoinette, Baby Pop, 45 tours, Panorama PAN N°3 - Belgique
- 2010 : Baby pop : Sara Forestier, Gainsbourg (Vie Héroïque), BO, CD, Polydor 532443 2

### 1965-45 toursEPUn mal pour un bien,Petula Clark
- 1965 : Les Incorruptibles (instrumental) : Irakli Jazz Band
- 1966 : Les Incorruptibles (instrumental) : Les Barbecues, Michelle, 45 tours EP, Festival FY 2437

### 1966-45 toursEP,Michèle Arnaud, 9 juin 1966
- 1978 : Les papillons noirs : Bijou et Serge Gainsbourg, OK Carole, 33 tours LP, Philips 9101178
- 1996 : Les papillons noirs : Michèle Arnaud, Gainsbourg chanté par, CD, EMI 854 067 2 - inédit
- 24 septembre 2005 : Les papillons noirs : Polo - En Concert à La Maroquinerie - inédit
- 2004 : Ballade des oiseaux de croix : Scenic Railway, Tribute To Gainsbourg, CD, Pudding 187682

### 1966-45 toursEPLes sucettes,France Gall, décembre 1966
- 1978 : Les sucettes : Ensemble Vocal Garnier, 45 tours, Vogue V1128
- 1978 : Les sucettes : La Chorale Garnier (dirigée par Serge Gainsbourg), France 2, Émission Musique and Music diffusée le 9 avril 1978 - inédit TV
- 1982 : Les sucettes : Génération 60, Generation 60 - 2, 45 tours, CBS A2536
- 1988 : Les sucettes : Zéro de conduite, 45 tours, Off The Track Records JD-OTT 470 102
- 1990 : Les sucettes (à l'anis) : Alexandre Sterling, Oh l'amour, 45 tours EP, Irka IRK 9731.6
- 1990 : Les sucettes : Fanfare des Gardiens de la Paix, TF1, émission Sacrée soirée diffusée le 14 mars 1990 - inédit TV
- 1994 : Les sucettes : Yvan, Annie aime les sucettes, 45 tours EP, Flarenasch FRFL94
- 1996 : Les sucettes : Marie-Paule Belle, Les Plus Belles Chansons Françaises - 1966, CD, Éditions Atlas FRA CD 005
- 1997 : Les sucettes : Buzy, Ils Chantent Gainsbourg : Merci Gainsbourg - L'Année Érotique 1969, CD, Éditions Atlas 2871401
- 1997 : Les sucettes : Jon, Great jewish music : Serge Gainsbourg, CD, Tzadik 7116 - Japon
- 1998 : Les sucettes : Lio, Ils chantent Gainsbourg, CD, Éditions Atlas 6227 205
- 1999 : (Annie aime) Les sucettes : Brume, Krieg, CD, Intransitive Recordings Int006
- 1999 : Les sucettes : Les Très Bien Ensemble, Je Veux Etre Un Symbol Sexuel, CD EP, Elefant Records ER321 - Espagne
- 1999 : Les sucettes : Helena Noguerra, M6, émission Nos meilleurs souvenirs diffusée le 26 novembre 1999 - inédit TV
- 2000 : Les sucettes : Kim Kay, CD Single, EMI Music Belgium 7243 889746 2 2 - Belgique
- 2000 : Les sucettes : Hanayo feat. Candie Hank, Gift, CD, Geist Records GEIST 013CD - Japon
- 2000 : Les sucettes : Christophe Miossec, Paris Première, émission Hommage à Montreux diffusée le 9 juillet 2000 - inédit TV
- 2001 : Les sucettes : FN Guns, Les sucettes, CD Single, Mug - Belgique
- 2001 : Les sucettes (instrumental) : Pierre-Alain Goualch, Exploring the music of Gainsbourg, CD, Night Bird Music NBM 1002 2
- 2001 : Les sucettes (instrumental) : Patrick Péronne, Gainsbourg au bar, CD, Culture Press CD1038
- 2002 : Les sucettes (Сосачки) : Нежное Это, Снежное Лето, CD, Лёгкие LG 024-2 - Russie - version russe
- 2003 : Les sucettes : Indigo, Classixties, CD, Créon Music
- 2003 : Les sucettes : Ophélie Winter, La foire aux Enfoirés, CD, BMG France 82876506182
- 2004 : Les sucettes : Anita Hill, Le pensionnat déchire les yéyés, CD
- Mars 2006 : Les sucettes : Triste Sire, En concert au CCO Villeurbanne
- 2008 : Les sucettes : Taeter, Parasite, Cassette C30, Turgid Animal TA370
- 2009 : Les sucettes : Jumpin' Quails, What's Your Jump Like?, CD, Green Cookie Records GC019 - Italie
- 2012 : Les sucettes : Therion, Les fleurs du mal, CD, End of the Light EOL022 - Suède

### 1967- InéditDents de lait dents de loup (Générique),France GalletSerge Gainsbourg, émission télévisée du 11 janvier 1967
- 1998 : Dents de lait, dents de loup : Baby Birkin, Classée X, CD, Dishy Recordings Dishy 33 - Royaume-Uni

### 1967-33 toursLPAnna,Anna Karina,Jean-Claude Brialy,Serge Gainsbourg13 janvier 1967
- 1967 : Sous le soleil exactement (instrumental) : Guy Boyer Et Son Orchestre, Ciné-Music, 33 tours LP, Concert Hall SVS 2520
- 1967 : Sous le soleil exactement : Lucky Blondo, C'est ma chanson (4 Chansons De Films), 45 tours EP, Fontana 460 207 BE
- 1967 : Sous le soleil exactement : Liesbeth List, Vivre pour Vivre/Sous le soleil exactement, 45 tours single, Philips JF 333 918 - Pays-Bas
- 1992 : Sous le soleil exactement : Jane Birkin, Concert Intégral Au Casino De Paris, CD, Philips 510972-2
- 1993 : Sous le soleil exactement : Alain Souchon et Laurent Voulzy, M6, émission Fréquenstar, diffusée en décembre 1993 - inédit TV
- 1995 : Sous le soleil exactement (The Sun Directly Overhead) : Mick Harvey, Intoxicated man, CD, Mute CDSTUMM 144 - Australie - version anglaise
- 1996 : Sous le soleil exactement : Mick Harvey et Elsa, France 2, émission Taratata no 136, diffusée le 22 octobre 1996 - inédit TV
- 1997 : Sous le soleil exactement : Valérie Lagrange, Ils chantent Gainsbourg, CD, Éditions Atlas 2871401
- 1997 : Sous le soleil exactement : Pascale Richard, Coups de cœur années 60, CD, Éditions Atlas
- 1997 : Sous le soleil exactement : Eyvind Kang et Michelle Amar (vocals), Great jewish music : Serge Gainsbourg, CD, Tzadig 7116
- 2000 : Sous le soleil exactement : Anna Karina et Katerine, Lucien forever, CD, Pussycats PSCD027
- 2001 : Sous le soleil exactement : Le Cabaret studio et le Conservatoire de Nantes, Couleurs Gainsbourg, CD
- 2001 : Sous le soleil exactement (instrumental) : Patrick Péronne, Gainsbourg au Bar, CD, Culture Press CP1038
- 2003 : Sous le soleil exactement : The Come Ons, Play selection from the Gainsbourg Songbook, 45 tours single, Larsen Recordz LZ077 - États-Unis
- 2006 : Sous le soleil exactement : Marina, Cinéma Enchanté, CD, Rambling Records RBCS-2164
- 2006 : Sous le soleil exactement : Lio, France 2, émission Gainsbourg pour toujours, diffusée le 15 avril 2006 - inédit TV
- 2008 : Sous le soleil exactement : Rafa Berrio, Gainsbourg Gainbegiratuz, CD, Gaztelupeko Hotsak G132 - Pays basque - version basque
- 2011 : Sous le soleil exactement : Lulu Gainsbourg et Shane McGowan (vocals), From Gainsbourg to Lulu, CD, Fontana 278 534-8
- 2006 : Un jour comme un autre (Requiem for Anna) : Portishead, Monsieur Gainsbourg revisited, CD, Barclay 983 710-9 - version anglaise
- 1997 : Un poison violent, c'est ça l'amour : Eszter Balint, Great jewish music : Serge Gainsbourg, CD, Tzadik 7116 - États-Unis
- 2000 : Un poison violent, c'est ça l'amour (Anna flash back) (récité) : Maurice Garrel et Guy Godefroy, Portraits, CD, Frémeaux et Associés FA8020
- 2001 : Un poison violent, c'est ça l'amour (instrumental) : Pierre-Alain Goualch, Exploring the music of Gainsbourg, CD, Night Bird Music NBM10022
- 1993 : Roller girl : Chris Evans, Roller girl, CD Single, Pin-Up Records HC 501
- 1998 : Roller girl : Little Rabbits, Yeah!, CD, Rosebud/Barclay 557 214-2
- 2000 : Roller girl : Les Séquelles, Les Séquelles, 45 tours EP, Le Pick-Up PU-101 - Québec
- 2003 : Roller girl : Kenzo Saeki, L'homme à tête de sushi, CD, Sawasdee Records SAW030405 - version japonaise
- 1967 : Ne dis rien : Michèle Arnaud, Où va la chance, 45 tours EP, Pathé EG 1013
- 2001 : Ne dis rien : Bambou et Lulu, Ne dis rien, CD Single, Virgin 7243 8 97468 2 2
- 2006 : Ne dis rien : Mareva et Jacno, Ukuyéyé By Mareva, CD, Warner Music France 2564634842
- 2011 : Ne dis rien : Lulu Gainsbourg et Mélanie Thierry, From Gainsbourg to Lulu, CD, Fontana 278 534-8
- 2011 : Ne dis rien : Finn., I Wish I Was Someone Else, CD, Sunday Service sunCD20 LC 00082 - Allemagne
- 2000 : Pistolet Jo: Anna Karina et Katerine, Lucien forever, CD, Pussycats PSCD027

### 1967-45 toursEPBOdu téléfilm Vidocq deMarcel BluwaletClaude Loursais,Serge Gainsbourg, 1967
- 1967 : Chanson du forçat (Eddounia D'Lam) : Nagati, 45 tours EP, Pathé EMI IA 987 - Égypte - version arabe
- 18 décembre 1997 : Chanson du forçat : Les Infidèles, France Inter, Dans tous les sens, - inédit radio
- 1998 : Chanson du forçat : Rosa La Rouge, Le dos vouté, les yeux dedans, CD, Jour et Nuit JNCD016
- 2001 : Chanson du forçat : Lofofora, Double, CD, Jaff 4711004
- 2004 : Chanson du forçat : Scenic Railway, Tribute to Gainsbourg, CD, Pudding 187682
- 2006 : Chanson du forçat : Daniel Darc, Canal+, émission La musicale diffusée le 31 mars 2006 - inédit TV

### 1967-45 toursEPLes petits boudins,Dominique Walter, 1967
- 1987 : Les petits boudins : Robert Farel, Les Petits Boudins, 45 tours, Barclay 885626.7
- 30 mars 2006 : Les petits boudins : Raphaël Mezrahi, France 2, émission Gainsbourg pour toujours, diffusée le 15 avril 2006 - inédit TV

### 1967-45 toursEPLa petite,France Gall, février 1967
- 1998 : Néfertiti : Baby Birkin, Classée X, CD, Dishy 33CD - Royaume-Uni
- 2006 : Néfertiti : Radiomatic, Ce soir après diner, nous passerons des disques, CD, Believe

### 1967-45 toursEPMr Gainsbourg,Serge Gainsbourg, 8 juillet 1967
- 9 avril 1978 : Comic strip : Michel Jonasz, Musique and music - inédit TV
- 24 février 1996 : Comic strip : Tonton David et Maureen Door, TF1 La fièvre du Samedi soir - inédit TV
- 1997 : Comic strip : Shelley Hirsch, Great jewish music : Serge Gainsbourg, CD, Tzadik 7116 - États-Unis - version anglaise
- 1997 : Comic strip : Mick Harvey, Pink Elephant, CD, Mute CDSTUMM157 - Australie - version anglaise
- 22 février 2001 : Comic strip : Patrick Beacco et les enfants d'Auxerre, France Bleue - inédit radio
- 2001 : Comic strip (instrumental) : Patrick Péronne, Gainsbourg au bar, CD, Culture Press CP 1038
- 2003 : Comic strip : Anouk Plany, Chante Gainsbourg et caetera, CD, Boserecords 212-03 - Allemagne - version allemande
- 2004 : Comic strip : Kids will rock you, Kids will rock you vol.2, CD - EMI
- 30 mars 2006 : Comic strip : Arthur H et Helena Noguerra, France 2 Gainsbourg pour toujours, 15 avril 2006 - inédit TV
- 2010 : Comic strip : Baguette Bardot, Best of B.B., CD, Sawasdee Records SAW100115 - Japon - version japonaise
- 2011 : Comic strip : The Ghost Of A Saber Tooth Tiger, La carotte bleue, CD EP, Chimera Music CHIM06 - États-Unis
- 1991 : Torrey Canyon : Gérard Delahaye, La mer au cœur, CD, Dylie Productions
- 1997 : Torrey Canyon : Mick Harvey, Pink Elephants, CD, Mute CDSTUMM157 - Australie - version anglaise
- 2000 : Torrey Canyon (récité, paroles sans musique): Guy Godefroy, Gainsbourg, Portraits, CD, Night et Day / Frémeaux et Associés
- 1995 : Chatterton : Mick Harvey, Intoxicated man, CD, Mute CDSTUMM 144 - Australie - version anglaise
- 2004 : Chatterton : Seu Jorge, Cru, CD, Naïve WN 145057 - Brésil - version portugaise
- 2006 : Chatterton (en concert) : Seu Jorge et Ana Carolina, Ao Vivo/Live, CD et DVD, Naïve WN145110 - Brésil - version portugaise
- 2009 : Chatterton : Juicebox, Gainsnord - Serge's Songs Revisited By Bands From The Lowlands, CD, Sonic Scenery SON 708028 - Pays-Bas

### 1967-45 toursEPBébé requin,France Gall, juillet 1967
- 1967 : Teenie Weenie Boppie : Marischal Louis Et Son Orchestre
- 1997 : Teenie Weenie Boppie : Free Kitten, Sentimental Education, CD, Wiiiija WIJ CD 1076 - États-Unis - version anglaise
- 1998 : Teenie Weenie Boppie : April March et Los Cincos Featuring The Choir, CD, Hören MIMI006 - États-Unis
- 1999 : Teenie Weenie Boppie : Les Sans-Culottes, CD - États-Unis

### 1967-45 toursEP,Dominique Walter, novembre 1967
- 1er octobre 2000 : Je suis capable de n’importe quoi (récité) : Hugette Maillard - Portraits

### 1967-45 toursHarley Davidson,Brigitte Bardot, 10 décembre 1967
- 1968 : Harley Davidson (instrumental) : Aladdin Band, Aladdin Band, 33 tours LP, Fermata FB-222 - Brésil
- 1981 : Harley Davidson : Pascal Comelade, Slow Music, Cassette, Eurock EDC06
- 1984 : Harley Davidson : Gina X, Yinglish, 33 tours LP, Statik STATLP21 - Allemagne
- 1984 : Harley Davidson : Gina X, Harley Davidson, 45 tours, Statik TAK26 - Allemagne - version anglaise
- 1984 : Harley Davidson : Gamine, Harley Davidson, 45 tours EP, Surfin' Bird SURF 1004
- 1985 : Harley Davidson : Jean Pierre Kalfon
- 1986 : Harley Davidson : Lolitas, 33 tours LP, New Rose Records ROSE119 - Allemagne
- 1986 : Harley Davidson : Kazuko Hohki, Kazuko Hohki chante Brigitte Bardot, 33 tours/25 cm, Chabada OH12 - Japon - version japonaise
- 1987 : Harley Davidson : In Aeternam Vale, Rock Around The Aspirateur, Cassette, R.R. Products RRP010
- 1988 : Harley Davidson : Elison Angie, 45 tours EP, NJ 509012
- 1988 : Harley Davidson (Massey Fergusson) : Jean-Marie Bigard, 45 tours EP, Epsilon 879011-1 - parodie
- 1988 : Harley Davidson : Cedex, 45 tours, Bagatelle/Milkshake 54090
- 1989 : Harley Davidson : Docenterna, Söderns Ros, CD, Mistlur MLRCD68 - Suède  - version suédoise
- 1989 : Harley Davidson : Lio et Helena Noguerra, Canal +, Génération Rock'n'Roll - inédit TV
- 1990 : Harley Davidson / Les sucettes (medley) : Les DS 21, Les années femmes, 45 tours, Zone Music 990437
- 1990 : Harley Davidson : Apache Dancers, War Stories, 33 tours LP, I.R.S. Records RS82034 - Canada - version franco-anglaise
- 1990 : Harley Davidson : Mylène - sp
- 1991 : Harley Davidson : Barbarella, Barbarella, CD - Québec
- 1992 : Harley Davidson  (instrumental) : Александр Ляпин, Анаша, 33 tours LP, Ritonis 8824 - Russie
- 1993 : Harley Davidson : Bernie Bonvoisin, Étreinte dangereuse
- 1994 : Harley Davidson (Harley Luya) : René Binamé et Les Roues de secours, En mai, fait ce qu'il te plait, CD, Aredje ARL 010 - Belgique
- 1995 : Harley Davidson : Phify - maxi 45t
- 1995 : Harley Davidson : Iam et Chantal Lauby, France 2, Taratata no 76, 17 février 1995 - inédit TV
- 1995 : Harley Davidson : Mick Harvey et Anita Lane, Intoxicated man, CD, Mute CDSTUMM 144 - Australie - version anglaise
- 1995 : Harley Davidson : Muriel Robin et Frédéric Mitterrand, France 2, Le bétisier du samedi, 14 novembre 1995 - inédit TV
- 1996 : Harley Davidson : The Popguns, 45 tours, 3rd Stone POP 002S - Royaume-Uni - versions anglaise et française
- 1996 : Harley Davidson : Judith Bérard, Les Plus Belles Chansons françaises - 1968, CD, Éditions Atlas FRACD007
- 1997 : Harley Davidson : Marc Minelli, France Inter, Changement de direction, 11 février 1997 - inédit radio
- 1997 : Harley Davidson : Marianne James, France Inter, Tous aux abris, mai 1997 - inédit radio
- 1997 : Harley Davidson : Muriel Moreno, France Inter, On prend la semaine et on recommence, 8 juin 1997 - inédit radio
- 1998 : Harley Davidson : Baby Birkin, Classée X, CD, Dishy 33CD - Royaume-Uni
- 1998 : Harley Davidson (ハーレイ・ダヴィッドソン) : Naho, Gainsbourg Tribute '95, CD, Columbia COCA-15253 - Japon - version japonaise
- 1998 : Harley Davidson : Mylène, 45t Musidisc 195857
- 1999 : Harley Davidson : Depth Charge et Louise Prey, Lust, CD, D.C. Recordings DC30CD - Royaume-Uni
- 1999 : Harley Davidson : The Minstrels, Psychotropic R&B, CD, Contact Records CR-004 - Canada
- 2000 : Harley Davidson : Josiane Balasko, Ophélie Winter et Zazie Enfoirés en 2000 - dvd
- 2000 : Harley Davidson : Sandrine Alexi et Frédéric Lebon, M6, Les détourneurs, 1er août 2000 - inédit TV
- 2001 : Harley Davidson : Le Monochrome Orchestra, Monokini, CD, Monochrome 04 - Québec
- 2001 : Harley Davidson : La Prohibida et Luis Miguélez, Alto Standing, CD, Tacones Altos/Boozo Music/PIAS-Edel TC03CD - Espagne
- 2001 : Harley Davidson (instrumental) : Pierre-Alain Goualch, Exploring the music of Serge Gainsbourg, CD, Night Bird Music NBM10022
- 2001 : Harley Davidson : Souvenir, Lucien Forever - A Tribute To Serge Gainsbourg, CD, Pussycats PSCD027 - Espagne
- 2003 : Harley Davidson : Tall Boy, The Tall Boy Goes On, CD, Red Square RSQ023 - États-Unis
- 2003 : Harley Davidson : Kenzō Saeki (Vocals - Izumi Ookawara), L'homme à tête de sushi, CD, Sawasdee Records SAW030405 - Japon - version japonaise
- 2004 : Harley Davidson : Simi Nah, Cherchez la femme, CD, Mostiko 22 210792 - Belgique
- 2003 : Harley Davidson : Arielle Dombasle, France 3, On ne peut pas plaire à tout le monde - inédit TV
- 2004 : Harley Davidson : Elodie Frégé, TF1, Les fans et les chansons d'abord, 19 mars 2004 - inédit TV
- 2004 : Harley Davidson : Josh Ritter, France Inter, Le fou du roi, 26 mai 2004 - inédit radio
- 2005 : Harley Davidson : Iva Frühlingová, Baby Doll, CD, Escape 3 48137 2 - République tchèque
- 2006 : Harley Davidson : Déjà Vu, inédit live au CCO Villeurbanne
- 2006 : Harley Davidson : Anggun, France 2, Gainsbourg pour toujours, 15 avril 2006 - inédit TV
- 2006 : Harley Davidson (instrumental) : Philippe Saisse, Body and soul sessions, CD, Rendezvous Entertainment REN 51172
- 2006 : Harley Davidson - Les Supappes, één (VRT), émission Tour 2006, diffusée le 8/07/2006, inédit TV
- 2009 : Harley Davidson : Les Très bien Ensemble, Cuties, CD, Rambling Records 2064 - Espagne
- 2009 : Harley Davidson : Jeanne Mas, En Secret, CD, Red Rocks Productions
- 2010 : Harley Davidson : Black Time, More Songs About Motorcycles et Death, 45 tours EP, Wrench Records WRENCH28 - Royaume-Uni
- 2010 : Harley Davidson : Baguette Bardot, Best of B.B., CD et DVD, Sawasdee Records SAW100115 - Japon - version japonaise
- 2013 : Harley Davidson : Caroline Lacaze, En route, CD, Légère Recordings LEGO056
- 1978 : Contact : Lucien Francoeur, Aut'chose, 33 tours LP, Gamma GS244 - Québec
- 1992 : Contact : Jad Wio, Fleur de métal, CD, Squatt SQT 471066 2
- 1995 : Contact (コンタクト) : Pizzicato Five, Romantique 96, CD, Triad COCA-12886 - Japon - version en français et japonais
- 1997 : Contact (Lay down) : Jimmy Somerville, Lay down - cd - sampling
- 1997 : Contact : John Zorn, Great jewish music : Serge Gainsbourg, CD, Tzadik 7116 - États-Unis
- 1999 : Contact : Simone Angel, Contact, CD EP, High Fashion Music MS353-8 - Pays-Bas - versions française, anglaise et instrumentale
- 1999 : Contact : David Carretta, Le catalogue électronique, CD, International Deejay Gigolo Records Gigolo35
- 1999 : Contact : Godzuki, Pop romantique, CD, Emperor Norton EMN 7011-2 - États-Unis
- 2003 : Contact : X-Ray Pop, Fuzzy Soundtracks, CD, EastWest 5050466-2464-2-4
- 2005 : Contact : Emma Peal, CD, Pias 481.0072.028 - Belgique
- 2007 : Contact : Belinda Carlisle, Voila, CD, Rykodisc RCD 10883 - États-Unis
- 2009 : Contact : Wooden Shjips, Contact, 45 tours EP, Mexican Summer MEX014 - États-Unis
- 2010 : Contact : Baguette Bardot, Best of B.B., CD,  Sawasdee Records SAW100115 - Japon - version japonaise

### 1968-33 toursBonnie and Clyde,Brigitte BardotetSerge Gainsbourg, 2 janvier 1968
- 1977 : Bonnie and Clyde (Bonnie und Clyde) (instrumental) : Horst Jankowski Und Sein Rias-Tanzorchester, Big Band Boogie, 33 tours LP, EMI Electrola 1C 066-32 076 - Allemagne
- 1986 : Bonnie and Clyde : Baroque Bordello, Paranoiac songs, 33 tours/30 cm LP, Garage Record GAR004
- 1989 : Bonnie and Clyde (parodie) : Gilles Verlant et Karl Zéro, Canal+, émission Nulle part ailleurs, diffusée le 10 mai 1989 - inédit TV
- 1992 : Bonnie and Clyde : Steve Wynn et Johnette Napolitano, Dazzling Display, CD, R.N.A. Rhino New Artists 8122-70283-2-YS - États-Unis - version anglaise
- 1993 : Bonnie and Clyde (Nouveau western) (sample) : Mc Solaar, Nouveau western, CD Single, Polydor 8599682
- 1995 : Bonnie And Clyde (The Clyde Barrow Version) : Luna feat. Laetitia Sadier, Penthouse, CD, Elektra 59-61807-2 - États-Unis
- 1995 : Bonnie And Clyde (The Bonnie Parker Version) : Luna feat. Laetitia Sadier, Bonnie And Clyde/Chinatown, CD EP, Beggars Banquet BBQ 56CD - États-Unis
- 1995 : Bonnie and Clyde : Mick Harvey et Anita Lane, Intoxicated man, CD, Mute CD STUMM 144 - Australie - version anglaise
- 1996 : Bonnie and Clyde : Yves Lecoq et Sophie Favier, M6, émission Flashback diffusée le 15 novembre 1996 - inédit TV
- 1997 : Bonnie and Clyde : Guesch Patti et Joshua d'Arche, Coups de cœur années 60 1960- 1969 - Vol 1, CD, Éditions Atlas
- 1997 : Bonnie and Clyde : Marc Lavoine et Princess Erika, TF1, émission Les enfants de l'Olympia, diffusée le 14 avril 1997 - inédit TV
- 1997 : Bonnie and Clyde : Wayne Horvitz et Robin Holcomb, Great jewish music : Serge Gainsbourg, CD, Tzadik 7116 - États-Unis
- 1997 : Bonnie and Clyde : Turbojunkie feat. Viviane, Used, CD, Numérica NUM1061 - Portugal
- 1998 : Bonnie and Clyde : Josiane Balasko et Patrick Timsit, Enfoirés en cœur, CD, WEA Music 3984-25390-2
- 1998 : Bonnie and Clyde : Baby Birkin, Classée X, CD, Dishy 33CD - Royaume-Uni - version anglaise
- 1998 : Bonnie and Clyde : Les Éjectés, 007 - Seven Covers For Seven Issues, CD EP, Les Disques Du Tigre DDT 45007
- 1999 : Bonnie and Clyde : The Walkabouts, Drown, CD Single, Glitterhouse Records GRCD 461 - États-Unis - version anglaise
- 2000 : Bonnie and Clyde : Addictive Larsen, Lucien Forever - A Tribute To Serge Gainsbourg, CD, Pussycats PSCD027 - Espagne
- 2000 : Bonnie and Clyde (récité, paroles sans musique): Guy Godefroy, Maurice Garrel et Bambou, Gainsbourg, Portraits, CD, Frémeaux et Associés FA8020
- 2001 : Bonnie and Clyde (instrumental) : Pierre-Alain Goualch, Exploring The Music Of Serge Gainsbourg, CD, Night Bird Music NBM 1002 2
- 2001 : Bonnie and Clyde (instrumental) : Jon Auer, 6 1/2, CD EP, Pattern 25 Records P2503 - Royaume-Uni
- 2003 : Bonnie and Clyde : Hopscotch, Cinema, CD, My Sonic Temple - États-Unis - version anglaise
- 2005 : Bonnie and Clyde (Bonnie und Clyde) : Bout d'chou, Quotenrocker, CD, Tapete Records CD 56762 - Allemagne - version allemande
- 2006 : Bonnie and Clyde (The Ballad of Bonnie et Clyde) : James Iha et Kazu Makino, Monsieur Gainsbourg revisited, CD, Verve Forecast B007112-02 - États-Unis - version anglaise
- 2006 : Bonnie and Clyde : Nolwenn Leroy et Elie Semoun, France 2, émission Gainsbourg pour toujours, diffusée le 15 avril 2006 - inédit TV
- 2006 : Bonnie and Clyde : Serge Jesers - CDS
- 2006 : Bonnie and Clyde : Elodie Frégé et David, TF1, émission Star Academy, diffusée le 6 octobre 2006 - inédit TV
- 2007 : Bonnie and Clyde : Mick est tout seul et Babete, France 4, émission Taratata no 212 diffusée le 9 mars 2007 - inédit TV
- 2007 : Bonnie and Clyde : Belinda Carlisle, Voila, CD, Rykodisc RCD 10883 - États-Unis - versions française et anglaise
- 2008 : Bonnie and Clyde : Giddle Partridge et Boyd Rice, fichier AAC Single 128 kbit/s, Discriminate Audio - États-Unis - version anglaise
- 2008 : Bonnie and Clyde : Steve et Heather, Made in Nashville, CD, French Music Touch 815804
- 2009 : Bonnie and Clyde : Marie-France et Aurélien Wilk, Marie-France visite Bardot, CD, JPB Production JPB004
- 2009 : Bonnie and Clyde (Sensitized) (sampler) : Christophe Willem et Kylie Minogue, Caféïne - cd
- 2010 : Bonnie and Clyde : Laetitia Casta et Éric Elmosnino, Gainsbourg (Vie héroïque), CD, Polydor 532443 2
- 2011 : Bonnie and Clyde : Lulu Gainsbourg et Scarlett Johansson, From Gainsbourg to Lulu, CD, Fontana 278 534-8
- 2011 : Bonnie and Clyde : Wunderbach, Increvables..., CD, Combat Rock CR081, Dirty Punk Records DPR034
- 2011 : Bonnie and Clyde : Rummelsnuff feat. Valerie Renay, Kino Karlshorst, CD EP et DVD, Out of Line OUT451/452 - Allemagne
- 2012 : Bonnie and Clyde : Freedom Fry, Outlaws, CD EP, Caveman Arts Society 003 - États-Unis - version mixte français-anglais
- 2012 : Bonnie and Clyde : Great Northern, série Gossip girl, saison 6, épisode 10 - États-Unis - version anglaise - inédit TV

### 1968-45 toursEPBOdu filmCe sacré grand-pèredeJacques Poitrenaud,Serge Gainsbourg, 7 janvier 1968
- 16 mai 1997 : L'herbe tendre - Michel Serrault, Assassin (s), Long métrage
- 9 juin 1998 : L'herbe tendre - Gérard Holtz, France Inter, Dans tous les sens - inédit radio
- 17 juillet 1998 : L'herbe tendre - Jehan, Allain Leprest, Michel Grégoire, France Inter, Bien entendu - inédit radio
- 12 mars 2000 : L'herbe tendre - Chet et François Morel, France Inter, Le Fou du roi - inédit radio
- 1er novembre 2003 : L'herbe tendre - San Sévérino et Bruno Bénabar, Paris Première - inédit TV
- 29 septembre 2004 : L'herbe tendre (en concert) - Christophe Miossec et Daniel Darc, France Inter, Concert à la Cigale - inédit radio
- 2004 : L'herbe tendre - Les Croquants, Reprisé, CD, Mosaic Music bmt04
- 2006 : L'herbe tendre - Adrienne Pauly, Adrienne Pauly, CD, Warner Music France 2564-63913-2
- 2011 : L'herbe tendre - Véronique Rivière, Aquatinte, CD, Edina Music edinacd01

### 1968-45 toursEPManon,Serge Gainsbourg, mars 1968
- 1992 : Manon : Jane Birkin, Concert intégral au Casino de Paris, CD, Philips 510972-2
- 1997 : Manon : Jean-Pierre Kalfon,  Ils chantent Gainsbourg : Merci Gainsbourg - L'Année Érotique 1969, CD, Éditions Atlas 2871401
- 1998 : Manon : Jeanna Celest - CDSP Team for action gai 00090.24
- 1997 : Manon : Mick Harvey, Pink Elephants, CD, Mute CDSTUMM157 - Australie - version anglaise
- 9 juillet 2000 : Manon : Arielle, Paris Première, Hommage à Montreux, - inédit TV
- 2001 : Manon : Bambou et Lulu, Ne Dis Rien, CD Single, Virgin France S.A. 7243 8 97468 2 2
- 2006 : Manon : Marina Céleste, Cinéma enchanté, CD, Rambling Records RBCS-2164
- 2006 : Manon (instrumental) : Giovanni Mirabassi, Cantopiano, CD, Minium MIN007 - Discograph 6130312
- 2007 : Manon : Erik Truffaz Quartet feat. Ed Harcourt, Arkhangelsk, CD, Blue Note 0946 3881100 8 - Suisse
- 2010 : Manon : Les Cris De Paris - Geoffroy Jourdain, Encores, CD, Alpha Productions Alpha888
- 2011 : Manon : Marianne Faithfull, From Gainsbourg to Lulu, CD, Fontana 278 534-8

### 1968-45 toursEP,BOdu filmLe PachadeGeorges Lautner,Serge Gainsbourg, 14 mars 1968
- 1983 : Requiem pour un c… : Oberkampf, P.L.C., 33 tours LP, Musidisc/Oberkampf Records - 190141
- 1990: Requiem pour un c… : Snapsoul feat. Steve Barton, Requiem Pour Un Con, 45 tours EP, Asmodee Productions – APM 006
- 1990 : Requiem pour un c… : Lili White, Requiem Pour Un C..., 45 tours Single, SC Records SC9003S
- 1991 : Requiem pour un c… : F.F.F., Blast culture, CD, Epic EPC468700.2
- 1995 : Requiem pour un c… : L'Affaire Louis Trio, Affaire Louis Trio (compilation de 1998), CD, Barclay 557 005-2
- 1997 : Requiem pour un c… : Inri, Inri, CD EP, Léda Atomica Musique Lam16
- 1997 : Requiem pour un c… : Marie-Chantal Toupin, Après tout, CD, Tacca Musique TACD4511 - Québec
- 1997 : Requiem pour un c… : Franz Treichler, Great jewish music : Serge Gainsbourg, CD, Dzadik 7116
- 1997 : Requiem pour un c… (Requiem) : Mick Harvey, Pink elephants, CD, Mute CDSTUMM157 - Australie - version anglaise
- 1998 : Requiem pour un c… : Epo, Gainsbourg Tribute '95, CD, Columbia COCA-12435 - Japon - version japonaise
- 1998 : Requiem pour un c… : Nicolas Repac, France Inter, émission Dans tous les sens diffusée le 24 mars 1998 - inédit radio
- 1998 : Requiem pour un c… (instrumental) : The Bill Wells Octet Vs. Future Pilot A.K.A., CD, Domino WIGCD58 - Écosse
- 1998 : Requiem pour un c… : Rachid, Requiem Pour Un Con, 45 tours EP, Universal U8P-1276 - États-Unis
- 1999 : Requiem pour un c… : Général Alcazar, France Inter, émission Dans tous les sens, diffusée le 10 février 1999 - inédit radio
- 1999 : Requiem pour un c… : Florent Pagny, Récréation, CD, Mercury 546 740-2
- 1999 : Requiem pour un c… (Serge) (sample): The Folk Implosion, One part Lullaby, CD, Domino WIGCD72 - États-Unis
- 2000 : Requiem pour un c… : Doudou Masta, L'Hip-Hopée • La Grande Épopée Du Hip-Hop Français - Vol.1, CD, Blackdoor Records/EMI Music France 7243 5 25663 2 7
- 2000 : Requiem pour un c… : Christophe Miossec, Paris Première, émission Hommage à Montreux, diffusée le 9 juillet 2000 - inédit TV
- 2000 : Requiem pour un c… (récité, paroles sans musique): Bérengère Basty, Gainsbourg, Portraits, CD, Frémeaux et Associés FA8020
- 2001 : Requiem pour un c… : Zazie, Pop sessions, CD, Mercury 548553.2
- 2001 : Requiem pour un c…(instrumental) : Pierre-Alain Goualch, Exploring the music of Serge Gainsbourg, CD, Night Bird Music – NBM 1002 2
- 2001 : Requiem pour un c… : Vanessa Paradis, Au Zénith, CD, Barclay 589 441-2
- 2001 : Requiem pour un c… (Requiem para un cabron) : Enrique Bunbury, Lucien forever, CD, Pussycats PSCD027 - Espagne - version espagnole
- 2005 : Requiem pour un c…: Martin Solveig, Hedonist, CD, Universal Music 983 020-6
- 2005 : Requiem pour un c…: Visti et Meyland, The Collection 1, 33 tours EP, Balearic Biscuits bb01 - Danemark
- 2006 : Requiem pour un c…: Disiz la peste, Canal+, émission La musicale, diffusée le 31 mars 2006 - inédit TV
- 2006 : Requiem pour un c… (Requiem for a jerk) : Brian Molko, Faultline et Françoise Hardy, Monsieur Gainsbourg revisited, CD, Barclay 983 710-9 - version anglaise
- 2006 : Requiem pour un c… : Stomy Bugsy et les Tambours du Bronx, France 2, émission Gainsbourg pour toujours, diffusée le 15 avril 2006 - inédit TV
- 2008 : Requiem pour un c… : Rodolphe Burger et  Meteor Band avec Jacques Higelin et Daniel Darc, Hommage à Serge Gainsbourg, CD, Dernière Bande
- 2008 : Requiem pour un c… : White Hinterland, Luniculaire, CD EP, Dead Oceans DOC020 - États-Unis
- 2008 : Requiem pour un c… : Laurence Revey, Laurence Revey, CD, Naïve NV814011 - Suisse
- 2010 : Requiem pour un c… : Jacques Higelin et Julia Stone, France 2, émission Taratata no 356, diffusée le 8 juin 2010 - inédit TV
- 2010 : Requiem pour un c… : Movie Star Junkies, Requiem pour un con, 45 tours Single, Kizmiaz Records KZ006 - Italie
- 2011 : Requiem pour un c… : Lulu Gainsbourg et Matthieu Chedid, From Gainsbourg to Lulu, CD, Fontana 278 534-8
- 2011 : Requiem pour un c… : Kick, Forcené, Julie Records BABE 007
- 2011 : Requiem pour un c… (instrumental) : Lansiné Kouyaté et David Neerman, Skyscrapers et Deities, CD, No Format NØF. 18
- 2011 : Requiem pour un c… (רקוויאם למנוול - Requiem LaMnuval) : Shahar Even Tzur, Gainsbourg-Requiem LaMnuval, CD -  Israël - version en hébreu
- 2012 : Requiem pour un c… : Lara Brown, Lara Brown, CD, Bleu De Plume BDP0001 - Québec
- 2012 : Requiem pour un c… : Malditos, Malditos, 33 tours LP, Alchemy Coffin ALCO-0001 - États-Unis

### 1968-45 toursEPInitials BB,Serge Gainsbourg, juin 1968
- 1995 : Initials B.B.: Mick Harvey, Intoxicated Man, CD, Mute CDSTUMM 144 - Australie - version anglaise
- 1995 : Initials B.B. (A big day in the north) (sample) : Black Grape, It's great when you're straight…yeah, CD, Radioactive RAD11224 - Royaume-Uni
- 1996 : Initials B.B. : Bernard Saint-Paul, Les Plus Belles Chansons Françaises - 1968, CD, Éditions Atlas FRA CD 007
- 1997 : Initials B.B. : David Shea et Tiziana Shea, Great jewish music : Serge Gainsbourg, CD, Tzadik 7116 - États-Unis
- 2000 : Initials B.B. : Stereo de Luxe, Lucien Forever - A Tribute To Serge Gainsbourg, CD, Pussycats PSCD027 - Allemagne
- 2000 : Initials B.B. (récité, paroles sans musique): Maurice Garrel, Gainsbourg, Portraits, CD, Frémeaux et Associés FA8020
- 2001 : Initials B.B. : Ménélik, Pop sessions, CD, Mercury 548553.2
- 2007 : Initials B.B. : Louise Vertigo, Les branches des arbres se soulèvent..., CD, Le Chant Du Monde 274 1509
- 2009 : Initials B.B. : Sioen, Gainsnord - Serge's Songs Revisited By Bands From The Lowlands, CD, Sonic Scenery SON708028 - Belgique
- 2010 : Initials B.B. (instrumental) : The Bulgarian Symphony Orchestra, Gainsbourg (Vie héroïque), CD, Polydor 532443 2
- 2011 : Initials B.B. : Lulu Gainsbourg et Iggy Pop, From Gainsbourg to Lulu, CD, Fontana 278 534-8
- 2011 : Initials B.B. : Peter Bultink, Aux Larmes Citoyens, CD, Parsifal CD307 - Belgique
- 2012 : Initials B.B. : Therion, Les Fleurs du mal, CD, End of the Light EOL022 - Suède
- 1999 : Black and white: Christiane Canavese, Canavese chante Gainsbourg, CD, Au Merle Moqueur AMCD999
- 1995 : Ford Mustang: Mick Harvey et Anita Lane, Intoxicated man, CD, Mute CDSTUMM 144 - Australie - version anglaise
- 1996 : Ford Mustang: Jane Birkin, Versions Jane, CD, Philips 532140
- 1997 : Ford Mustang : Mike Patton, Great jewish music : Serge Gainsbourg, CD, Tzadik 7116 - États-Unis
- 1999 : Ford Mustang (en concert) : Les Sans Culottes, Les sans culottes, CD, Escargot Go Rec. - États-Unis
- 2000 : Ford Mustang : Ars Post Tergum Introet, Lucien Forever - A Tribute To Serge Gainsbourg, CD, Pussycats PSCD027 - Espagne - version espagnole
- 2000 : Ford Mustang: Ute Lemper, Paris Première, émission Hommage à Montreux, diffusée le 9 juillet 2000 - inédit TV
- 2002 : Ford Mustang : La Folie Ordinaire, Moments volés, CD
- 2002 : Ford Mustang : Cam, Autobiography, vol 1, CD, Inflamable 1/CAM AUDIOBIOGRAP
- 2003 : Ford Mustang : Anouk Plany, Anouk Plany chante Gainsbourg et caetera, CD, Boserecords 212-03 - Allemagne
- 2004 : Ford Mustang : Scenic Railway, Tribute to Gainsbourg, CD, Pudding 187682
- 2009 : Ford Mustang : Leine, Gainsnord - Serge's Songs Revisited By Bands From The Lowlands, CD, Sonic Scenery SON708028 - Pays-Bas
- 2010 : Ford Mustang : LuLúxpo et Friends, Ford Mustang, CD EP, Poor Records poorcd022 - Suisse

### 1968-45 toursEPBloody jack,Zizi Jeanmaire, 1968
- 1967 - Bloody jack, inédit sur la musique de France Gall, 2 juillet 1967
- 24 septembre 2005 : Bloody Jack (en concert) : Polo, Conférence à la Maroquinerie - inédit

### 1968-45 toursEPFrançoise Hardy,Françoise Hardy, novembre 1968
Ne sont indiquées que les reprises de Comment te dire adieu dans sa version adaptée en français par Serge Gainsbourg
- 1969 : Comment te dire adieu (instrumental) : Caravelli, Isadora/Comment te dire adieu, 45 tours, CBS BA301259
- 1972 : Comment te dire adieu : Thierry Le Luron, Olympia 71, 45 tours EP, Pathe Marconi EMI 2C 016-11.494 M - parodie
- 1987 : Comment te dire adieu : Chantal Gallia, 45 tours Single, Flarenasch 721906
- 1988 : Comment te dire adieu : Daniel Darc, Sous influence divine, CD,Play It Again Sam Records BIAS 111CD
- 1989 : Comment te dire adieu : Jimmy Somerville et Junes Kingston Miles, Comment te dire adieu, 45 tours Single, London Records 886 768-7 - Royaume-Uni
- 1997 : Comment te dire adieu : Véronique Galo, Coup de cœur années 60, CD, Éditions Atlas
- 1997 : Comment te dire adieu : Luka, France Inter, émission Changement de direction, diffusée le 27 mars 1997 - inédit radio
- 1998 : Comment te dire adieu : Tonya Kinzinger, Sous le soleil, CD, Edel EDL 4865-2
- 2000 : Comment te dire adieu : Satanicpornocultshop, Belle excentrique, CD, Nu NuLAX NuLAN NUCD1919 - Japon
- 2000 : Comment te dire adieu : Danièle Lorain, Elles chantent…, CD, Disques Select STR-CD-8119 - Québec
- 2001 : Comment te dire adieu : Belleatec, Monokini, CD, Monochrome 04 - Brésil
- 2003 : Comment te dire adieu : Montefiori Cocktail, Raccolta no 3, CD, V2 VVR1025252 - Italie
- 2003 : Comment te dire adieu : Anne et Valérie, La Star Academy fait sa bamba, CD, Mercury France 961 147-2
- 2004 : Comment te dire adieu : Les Georges Leningrad, Sur les traces de Black Eskimo, CD, Alien8 Recordings ALIENCD049 - Québec
- 2005 : Comment te dire adieu : Marina Céleste, Acidulé, CD, Rambling Records RBCS-2120
- 2005 : Comment te dire adieu : Maud, TF1, émission Star Academy, diffusée le 4 novembre 2005 - inédit TV
- 2006 : Comment te dire adieu : Natacha St-Pier, France 2, émission Gainsbourg pour toujours, diffusée le 15 avril 2006 - inédit TV
- 2007 : Comment te dire adieu : Kahimi Karie, Specialothers, CD, Victor VICL-62433, - Japon
- 2007 : Comment te dire adieu : Les Castafiores, Mange Disque, CD, Mosaic Music
- 2009 : Comment te dire adieu : Amanda Lear, Brief Encounters, CD, Universo S.P.A. US275/CD
- 2009 : Comment te dire adieu : Mika et Émilie Simon, France 2, émission Taratata no 324, diffusée le 14 octobre 2009 - inédit TV
- 2011 : Comment te dire adieu : In-Grid, Lounge Musique, CD, Soundeluxe - Italie
- 2011 : Comment te dire adieu : Blank et Jones with Berry, Relax - Edition six, CD, Relax Series 06 / Soundcolours SC0124 - Allemagne
- 2011 : Comment te dire adieu : Emiliah, Insensato Coração - Internacional - Vol. 1, CD, Som Livre 849-2 - Brésil
- 2011 : Comment te dire adieu : Sanya Starr, Nickel, CD, Melting Sound Studio PRO-CDMSS1011 - Russie
- 2012 : Comment te dire adieu : Meg, La Japonaise, CD, King Records KICS-1763 - Japon

### 1969-45 toursHélicoptère,Mireille Darc, mars 1969
- 2006 : Hélicoptère: Radiomatic, Ce soir après diner, nous passerons des disques, CD, Believe

### 1969-33 toursLPJane Birkin / Serge Gainsbourg,Jane Birkin - Serge Gainsbourg, février 1969 et décembre 1969
- Je t'aime moi non plus, instrumental inédit, BO Carré de dames pour un as, de Jacques Poitrenaud, 5 octobre 1966
- Je t'aime moi non plus, instrumental, BO Les cœurs verts, de Edouard Luntz, décembre 1966
- Je t'aime moi non plus, inédit Brigitte Bardot et Serge Gainsbourg, 10 décembre 1967
- 1968 : Je t’aime... moi non plus (Ti amo... ed io di piu) : Brigitte, 45 tours Single, KING 1 - Italie - version italienne
- 1968 : Je t’aime... moi non plus (L'Estasi) : Andrea Giordana et Marisa Solinas, L'estasi/Universo, 45 tours Single, CDB 1135 - Italie - version italienne
- 1969 : Je t’aime... moi non plus : Soul Joe And The Attraction
- 1969 : Je t’aime... moi non plus (instrumental) : Caravelli, Que je t'aime, 33 tours LP, CBS S7-63832
- 1969 : Je t’aime... moi non plus (instrumental) : Raymond Lefèvre, Raymond Lefèvre Et Son Grand Orchestre no 10, 33 tours LP, Riviera XCED 521 131
- 1969 : Je t’aime... moi non plus (Ti Amo... Ed Io Di Più) : Giorgio Albertazzi et Anna Proclemer, Ti Amo... Ed Io Di Più, 45 tours Single, Broadway International 13 CI 570 - Italie - version italienne
- 1969 : Je t’aime... moi non plus (Love at the first sight) (instrumental) : Sounds Nice, Love At First Sight / Love You Too, 45 tours Single, Parlophone R5797 - Royaume-Uni
- 1969 : Je t’aime... moi non plus (Love at the first sight) (instrumental) : Frank Pourcel, Frank Pourcel, 33 tours LP, EMI Columbia, Studio 2 Stereo TWO293
- 1969 : Je t’aime... moi non plus (instrumental) : Fausto Papetti, 10a Raccolta, 33 tours LP, Durium ms A 77237 - Italie
- 1970 : Je t’aime... moi non plus (De 10.001ste nacht) : Jo Leemans et Jef Cassiers, De 10.001ste nacht, 45 tours Single, Polydor 2051 016 - Belgique - version flamande - parodie
- 1970 : Je t’aime... moi non plus (Sois érotique) :  Les Charlots, 45 tours Single, Disques Vogue V45-1743 - parodie
- 1970 : Je t’aime... moi non plus (Ça) : Bourvil et Jacqueline Maillan, 45 tours Single, Pathé 2C00611079M - parodie
- 1972 : Je t’aime... moi non plus (Love at the first sight) (instrumental) : Hot Butter, Pop Corn Version Originale, 33 tours LP, Barclay XBLY 920 399 - États-Unis
- 1975 : Je t’aime... moi non plus : Judge Dread, 45 tours Single, Fontana 6134014 - Royaume-Uni - version anglaise
- 1977 : Je t’aime... moi non plus : Nathalie et Serge, Erotica ( Erotheque ), 33 tours LP, Music For Pleasure 2 M 026-18240
- 1977 : Je t’aime... moi non plus : Saint Tropez, Je t'aime, 45 tours Single, Butterfly Records/Pathé Marconi EMI 2C 006 60 048 -  version longue : 33 tours LP, Pathé Marconi EMI – FLY 002
- 1978 : Je t’aime... moi non plus : Donna Summer et Brooklyn Dreams, Thank God It's Friday (The Original Motion Picture Soundtrack), 2 x 33 tours LP+ EP, Casablanca Records CBLA 71034 - États-Unis
- 1978 : Je t’aime... moi non plus (Slow me again) (medley) : Sweet Memories, Slow me again, 45 tours EP, Warner Bros. Records PRO100
- 1978 : Je t’aime... moi non plus : Ensemble Vocal Garnier, Les Sucettes, 45 tours Single, Vogue V1128
- 1er janvier 1979 : Je t’aime... moi non plus : The Scamps
- 31 décembre 1979 : Je t’aime... moi non plus : James Last
- 1981 : Je t’aime... moi non plus : Einstürzende Neubauten.
- 1er janvier 1982 : Je t’aime... moi non plus : Zentral Komitee
- 1er janvier 1983 : Je t’aime... moi non plus : Helmut Zacharias
- 1er janvier 1983 : Je t’aime... moi non plus : Vicious Pink Phenomena - 12" ACD 137030
- 1er janvier 1985 : Je t’aime... moi non plus : Pierre Richard
- 1er janvier 1986 : Je t’aime... moi non plus : Genesis P.Orrige (Ex Throbbing Gristle)
- 1er janvier 1986 : Je t’aime... moi non plus (allo allo) :  René et Yvette (Feat. Kaye Gordon et Michelle Vicki) - Sp, MU 135151
- 1986 : Je t’aime... moi non plus (inst) : Psychic Tv, 45t Temple TOPYD 23 (double)
- 1989 : Je t’aime... moi non plus : Dolly Roll
- 1989 : Je t’aime... moi non plus : Dub Syndicate
- 1989 : Je t’aime... moi non plus : Waterboys - 33t/30 cm Pirate
- 1989 : Je t’aime... moi non plus (Je t'aime (Hardcore version) ) : Jill Rabbit, 45 tours EP, Hot Trax HT 2890 - Italie
- 1989 : Je t’aime... moi non plus (Je t'aime (Lovesex version) ) : Jill Rabbit, 45 tours EP, Hot Trax HT 2890 - Italie
- 1989 : Je t’aime... moi non plus : Les Femmes érotiques, 45 tours EP, Discomagic Records MIX336 - Italie
- 1990 : Je t’aime... moi non plus (instrumental) : Iglu, Je t'aime, CD EP, Black out SPV-05507873 - Allemagne
- 1990 : Je t’aime... moi non plus (radio edit) : Iglu, Je t'aime, CD EP, Black out SPV-05507873 - Allemagne
- 1990 : Je t’aime... moi non plus (vocal mix) : Iglu, Je t'aime, CD EP, Black out SPV-05507873 - Allemagne
- 20 août 1991 : Je t’aime... moi non plus (Twangy wigout) : Transvision Vamp, Little Magnets Versus The Bubble Of Babble, CD, MCA 10331 - Royaume-Uni
- 1992 : Je t’aime... moi non plus : Paradise Blue, CD Maxi Single, Red Bullet RB8.176 - Pays-Bas
- 28 juillet 1992 : Je t’aime... moi non plus (Exxtasis) : Chayanne, Provocame, CD, Sony Music 80831 - Italie - version italienne
- 19 novembre 1993 :  Je t'aime moi non plus : Barry Adamson et Louise Ness, The Negro Inside Me, CD EP, Mute CDSTUMM 120 - Royaume-Uni
- 1994 : Je t’aime moi non plus (radio edit et I dub you) :  Blown, CD Single, Epic EPC 660279-1
- 1994 : Je t’aime... moi non plus (A fair affair) (sample) : Misty Oldland, A Fair Affair (Je t'aime), CD Single, Columbia COL660161 1 - Royaume-Uni
- 1er avril 1994 : Je t’aime... moi non plus (A fair affair), (Sample) : Misty Oldland, France 2, émission Taratata no 48, diffusée le 17 avril 1994 - inédit TV
- 18 avril 1994 : Je t’aime... moi non plus : Malcolm McLaren et Bianca Li, Paris, CD double, No!/Gee Street/Island 314-524 107-2 - États-Unis
- 1er juillet 1994 : Je t’aime... moi non plus (instrumental) : Louis Clark et The BBC Concert Orchestra, Hooked on Instrumental Classics, CD, K-Tel - Royaume-Uni
- 1er octobre 1994 : Je t’aime... moi non plus (A fair affair) - (sample) : Misty Oldland - France Inter - émission Rien à Cirer - inédit radio
- 24 octobre 1994 : Je t’aime... moi non plus (A fair affair) - (sample) : Misty Oldland et Patricia Kaas - France 2, émission Taratata no 69, diffusée le 11 novembre 1994 - inédit TV
- 1995 : Je t’aime... moi non plus (Je ne t'aime pas, moi aussi) : Dutronc, Dutronc! Dutronc! Dutronc!, CD, Damaged Goods DAMGOOD CD.70 - Royaume-Uni
- 1995 : Je t’aime... moi non plus: Bianca Li et Malcolm McLaren, Gainsbourg Tribute '95, CD, Columbia COCA-12435 - Japon
- 11 mai 1995 : Je t’aime... moi non plus (I love you... nor do I) : Anita Lane et Nick Cave, The World’s A Girl, CD Single, Mute CDMUTE 177 - Australie - version anglaise
- 22 mai 1995 : Je t’aime... moi non plus : Dietmar Wischmeyer, Hömma Spozzfreund, CD, Frühstyxradio - Allemagne
- 10 juillet 1995 : Je t’aime... moi non plus (Je t'aime) : Sharkboy, The Valentine Singles / Tiny Seismic Night - Je T'aime, 45 tours Single, Nude Records NUD17S - Royaume-Uni
- 28 septembre 1995 : Je t’aime... moi non plus : Frédérick Lebon et Mosler - M6 - inédit TV
- 1996 : Je t’aime... moi non plus : Anti@Lias
- 1996 : Je t’aime... moi non plus : Odeur, CD double Rock et Glory RNGCD1
- 1er janvier 1996 : Je t’aime... moi non plus : Paul Brooks - K-Tel Presents - Sax Seduction
- 10 mars 1996 : Je t’aime... moi non plus : Joshua D’Arche et Nathalie Roussel - Atlas 1969 (FRACD008)
- 28 avril 1996 : Je t’aime... moi non plus : Bob Downe et Julian Clary
- 1er juillet 1996 : Je t’aime... moi non plus : Brigitte Fontaine et Arthur H - Francofolies La Rochelle - inédit
- 13 septembre 1996 : Je t’aime... moi non plus : Die Gerschwister Pfister - Turn Off The Bubble - Machine!
- 1997 : Je t’aime... moi non plus : Willy Crook et Funky Torinos
- 1997 : Je t’aime... moi non plus : Noxx Sara
- 1997 : Je t’aime... moi non plus : Joshua D’Arche et Nathalie Roussel - Atlas, Merci Gainsbourg (1997)
- 12 mai 1997 : Je t’aime... moi non plus (Behind the sun deep ambiant mix) (sample) : The Starseeds - Parallel Life
- 3 juin 1997 : Je t’aime... moi non plus : 101 Strings Orchestra (en) - Best Of 101 Strings
- 8 août 1997 : Je t’aime... moi non plus : Danmass - Porn Beats Electronica Exotica
- 22 octobre 1997 : Je t’aime... moi non plus : Cibo Matto - Great Jewish Music
- 3 novembre 1997 : Je t’aime... moi non plus : Brigitte Fontaine et Arthur H - France Inter, Pollen (Diff 17 novembre 1997) Radio - inédit
- 1998 : Je t’aime... moi non plus : Two Defy - CDS Defiant 001
- 1998 : Je t’aime... moi non plus : Dean Wareham et Alan Vega - 45t Via satellite V SAT
- 1er janvier 1998 : Je t’aime... moi non plus : Illona Csakova - Modry Sen
- 1er janvier 1998 : Je t’aime... moi non plus : Ann Hell - The Butterfly Experiment
- 5 mai 1998 : Je t’aime... moi non plus : Sounds Orchestral - Sounds Chart Bound
- 11 août 1998 : Je t’aime... moi non plus : The Core - Not Your Size
- 23 novembre 1998 : Je t’aime... moi non plus : Alsmann - Götz Zimmer Frei
- 1er janvier 1999 : Je t’aime... moi non plus : Daorin Bojovic
- 19 juillet 1999 : Je t’aime... moi non plus : Pet Shop Boys
- 14 septembre 1999 : Je t’aime... moi non plus : Vertigo Go
- 23 novembre 1999 : Je t’aime... moi non plus : Nayanka Bell et Koffi Olomide - Brin De Folie
- 1er janvier 2000 : Je t’aime... moi non plus : Jamaica Sound System - Are You Reggae ?
- 7 février 2000 : Je t’aime... moi non plus : Nessi Tausendschön - Herz Mein Herz
- 28 février 2000 : Je t’aime... moi non plus : Frankie Howard et june Whitfield - You Are Awful…
- 8 août 2000 : Je t’aime... moi non plus : Various Artists - Street Vibes Vol 5
- 16 septembre 2000 : Je t’aime... moi non plus : Gil Ventura - The Magic Sax Of Gil Ventura
- 24 octobre 2000 : Je t’aime... moi non plus (Guitar song) :  Texas - Greatest Hits
- 1er janvier 2001 : Je t’aime... moi non plus : Entropy8zuper
- 1er janvier 2001 : Je t’aime... moi non plus : Brent Dahlback - Bernt Dahlbacks Basta
- 1er décembre 2001 : Je t’aime…moi non plus : Patrick Péronne - Gainsbourg Au Bar
- 1er janvier 2002 : Je t’aime... moi non plus : Onkelz Böhse - Keine Amnestie Für MTV
- 26 mars 2002 : Je t’aime... moi non plus : Rick Storm - I Love Paris
- 9 août 2002 : Je t’aime... moi non plus (en concert) :  Brian Molko et Arian Argento - France Inter, Route Du Rock, St Malo Radio
- 27 août 2002 : Je t’aime... moi non plus : Various Artist - Brazilectro Vol4 - Latin Flavoured Club Tunes
- 15 octobre 2002 : Je t’aime... moi non plus : Trashpalace Feat. Brian Molko - Positions
- 1er janvier 2003 : Je t’aime... moi non plus : Ray Conniff
- 1er janvier 2003 : Je t’aime... moi non plus : Ons Come - The Play Selections From The Gainsbourg Songbook
- 13 janvier 2003 : Je t’aime... moi non plus : Miss Kittin et Svent Vath - Confort Zone / A Parisian Affair Vol 5
- 27 février 2006 : Je t’aime... moi non plus (I Love you, me either) : Cat Power et Karen Elson - Monsieur Gainsbourg revisited (mars 2006)
- 1er janvier 1969 : L’anamour : Jean-Pierre Sabar - Super Dance Les Orgues Electroniques
- 1er janvier 1983 : L’anamour : Gaëll - 45t RKM 761661
- 9 janvier 1993 : L’anamour (inédit) :  Zazie et Pascal Obispo - Taratata no 1 - France 2 (10 janvier) TV
- 11 mars 1996 : L’anamour : Fred Blondin - J'voudrais voir des îles, cd Philips 532106.2
- 2 avril 1996 : L’anamour (inédit) : Fred Blondin - France Inter, Pollen Radio
- 1er janvier 1997 : L’anamour : Guesch Patti - Atlas, Merci Gainsbourg
- 1er janvier 1997 : L’anamour : Un Peu De Poésie
- 1er avril 1997 : L’anamour : Cachou - Fruit Stone, CDS Touch stone
- 23 octobre 1997 : L’anamour (non affair) : Mick Harvey- Pink Elephants
- 1er janvier 1998 : L’anamour : Max Lounge Show - Musimax Boulevard Des Tubes (Canada)
- 1er janvier 1999 : L’anamour : Ivy - The Hangs Up + Pop Romantique, cd Emperror Norton, EMN 7011-2 (usa)
- 13 avril 1999 : L’anamour (inédit) :  Fred Blondin - France Inter, Dans Tous Les Sens Radio
- 12 novembre 2001 : L’anamour (inédit) :  Bévinda - France Inter, Le Fou Du Roi, Radio
- 1er décembre 2001 : L’anamour : Patrick Péronne - Gainsbourg Au Bar
- 7 mars 2002 : L’anamour (inédit) :  Julien Ribaud - France Inter, Le Fou Du Roi, Radio
- 1er septembre 2006 : L’anamour - Bévinda, Gainsbourg Tel Qu'elle 1958/1968, cd
- 1er janvier 1969 : Orang Outang : Jean-Pierre Sabar - Super Dance Les Orgues Electroniques
- 1er janvier 1997 : Orang outang : Blonde Redhead 45t Damgo 130
- 1er janvier 1997 : Orang outang : Valli - Atlas, Merci Gainsbourg
- 1er janvier 1998 : Orang outang : Les Dutronc - Le Temps De L’amour (Single)
- 1er octobre 2000 : Orang outang (récité) : Sabeline Campo - Portraits
- 1er janvier 1997 : 18/39 : Marie-Paule Belle - Atlas, Merci Gainsbourg
- 11 décembre 2001 : 18/39 (inédit) :  Eiffel - France Inter, Le Fou Du Roi, Radio
- 1er octobre 1995 : 69 année érotique (69 erotic year) : Mick Harvey - Intoxicated Man
- 1er janvier 1997 : 69 année érotique : Jean-Louis Foulquier et Caroline Loeb - Atlas, Merci Gainsbourg (1997)
- 22 octobre 1997 : 69 année érotique : Kramer - Great Jewish Music
- 1998 : 69 année érotique  : Baby Birkin, cd Dishy 33 CD
- 10 janvier 2005 : 69 année érotique : Kenzo Saeki - Camembert Et Sushi
- 1er janvier 1997 : Jane B : Sabine Paturel - Atlas, Merci Gainsbourg (1997)
- 1998 : Jane B : Baby Birkin, cd Dishy 33 CD
- 1er janvier 1969 : Élisa : Jean-Pierre Sabar - Super Dance Les Orgues Electroniques
- 9 avril 1978 : Élisa (inédit) : Alain Souchon - Musique And Musique, TV
- 21 octobre 1990 : Élisa (inédit) : Alain Souchon - Fr3 Tv
- 1er février 1994 : Élisa : Alain Brunet - Joue Gainsbourg (Café De La Danse 8-25/02/02/94)- cd, WEA 450992120.2
- 1er février 1995 : Élisa (inédit) : Laurent Gerra et Gérald Dahan - France Inter, Rien à Cirer, Radio
- 10 mars 1996 : Élisa : Daniel Guichard - Atlas 1969
- 1er janvier 1997 : Élisa : Pierre Vassiliu - Atlas, Merci Gainsbourg (1997)
- 1er janvier 1997 : Élisa (inédit) : Marie-Caude Pietragala - France Inter, Tous Aux Abris (1996/97) Radio
- 31 mai 1997 : Élisa (inédit) : Elsa - Tf1, La Fureur, TV
- 12 mars 1998 : Élisa : Yves Duteil - Atlas, Ils Chantent Gainsbourg
- 9 juillet 2000 : Élisa (inédit) : Jacques Higelin - Hommage Montreux (Paris Première) TV
- 18 décembre 2000 : Élisa : Faudel - Pop Sessions (Cd) + Serge, Si Tu Nous Regardes, France 2 (10 mars 2001)
- 1er décembre 2001 : Élisa : Patrick Péronne- Gainsbourg Au Bar
- 24 septembre 2005 : Élisa (inédit) :  Jean-Luc Reichmann - Tf1, Les Fans Et Les Chansons D’abord, TV
- 8 décembre 2005 : Élisa : Julien Clerc et Benjamin Biolay - émission Taratata - TV
- 12 octobre 2006 : Élisa : Raphael - Résistance à la nuit, live au Théâtre du Châtelet - dvd
- 1er janvier 1997 : Le canari est sur le balcon : Nathalie Roussel - Atlas, Merci Gainsbourg (1997)
- 1er octobre 2000 : Le canari est sur le balcon (récité) :  Sabeline Campo - Portraits

### 1969-45 toursBOdu filmSlogandePierre Grimblat,Serge Gainsbourg, juin 1969
- 1er octobre 1995 : La chanson de slogan (the song of slurs) : Mick Harvey - Intoxicated Man
- 1er janvier 1997 : La chanson de Slogan : Marie Myriam Marie et Jean_-Jaques Debout - Atlas, Merci Gainsbourg (1997)
- 22 octobre 1997 : La chanson de Slogan : Blonde Redhead - Great Jewish Music
- 27 février 2006 : La chanson de Slogan (I call it art) : The Kills - Monsieur Gainsbourg revisited (03/2006)
- Mars 2006 : La chanson de Slogan : Triste Sire - En Concert au CCO de Villeurbanne - inédit

### 1969-33 toursCampus, Michel Colombier, octobre 1969
- 1er octobre 2000 : La robe de papier (récité) :  Sabeline Campo - Portraits

## Albums des années 1970

### 1971-33 toursHistoire de Melody Nelson,Serge Gainsbourg, 24 mars 1971
- 23 septembre 2002 : Melody Nelson (paper tiger) sample : Beck - Sea Change
- 1991 : Ballade de Melody Nelson : Rise and Fall of a Decade - An Evening With Bernard
- 1992 : Ballade de Melody Nelson : Alain Manaranche - Dans le vent, cd Polydor 511961.2
- 25 juin 1993 : Ballade de Melody Nelson (inédit) : Les Innocents - Rtl Concert D’un Soir - Radio
- 1996 : Ballade de Melody Nelson (the ballad of Melody Nelson) : Mick Harvey - Initials Bb (Single) + Pink Elephants (23 octobre 1997)
- 22 octobre 1997 : Ballade de Melody Nelson : Fred Frith - Great Jewish Music
- 11 février 1998 : Ballade de Melody Nelson (sample) (en concert) :  Portishead - Live Paris Zénith
- 1999 : Ballade de Melody Nelson : Jean Louis Murat - inédit web
- 9 juillet 2000 : Ballade de Melody Nelson (inédit) : Christophe Miossec - Hommage Montreux (Paris Première) Tv
- 18 décembre 2000 : Ballade de Melody Nelson : Chrisophe Miossec - Pop Sessions (Cd) + Serge, Si Tu Nous Regardes, France 2 (10 mars 01)
- 3 octobre 2001 : Ballade de Melody Nelson (inédit) :  Lavoine Marc - France Inter, Le Fou Du Roi, Radio
- 23 septembre 2003 : Ballade de melody nelson :  Placebo - Sleeping With Ghosts
- 21 août 1998 : Valse de Melody : Unknow Artist - Au bordel, souvenirs de Paris, 1999 - Winter et Winter 910 026-2 (Allemagne)
- Octobre 2006 : Valse de Melody : Brigitte Fontaine - Barbican Théâtre, London - inédit
- 1er novembre 1993 : L’hôtel particulier (+ version longue) :  Rita Mitsouko - Système D, cd Delabel DE724383914623
- 13 décembre 1994 : L’hôtel particulier (inédit) :  Rita Mitsouko - France Inter-Pollen, Radio
- 1er janvier 1996 : L’hôtel particulier (hotel specific) :  Mick Harvey - Harley Davidson (Single) + Pink Elephants (23 octobre 1997)
- 21 mai 2002 : L’hôtel particulier (inédit) :  Archive et Benjamin Biolay - Arte, Music Planet, TV
- 27 février 2006 : L’hôtel particulier(L'hôtel) : Michael Stipe - Mr Gainsbourg revisited
- 27 mars 2013 : L’hôtel particulier (+ version longue) : Pauvres Martins en concert à la Dynamo (Toulouse)
- 1er janvier 1991 : En Melody (not over’ til the fat lady plays the demo) (sample de basse) :  De La Soul - De La Soul Is Dead
- 1er janvier 1995 : En Melody : Karie Kahimi - Tribute ‘95
- 10 novembre 1997 : En Melody (Don’t die just yet) (sample) :  David Holmes - Let's get killed, 2 x CD 565098.2
- 2 mars 1995 : Cargo culte (karmacoma : Portishead Experience Remix) Massive Attack
- 18 avril 2000 : Cargo culte (V.I. (the last words she said before leaving)) sample : Mirwais - Production
- 24 septembre 2005 : Cargo culte (inédit) :  Polo - En Concert à La Maroquinerie

### 1971- InéditBOdu filmLe voleur de chevauxdeAbraham Polonsky,La noyée,Serge Gainsbourg, 16 août 1971
- 1er janvier 1995 : La Noyée : Natsudo Ishido - Tribute ‘95
- 1er janvier 1998 : La Noyée : Philippe Bresson - Autoproduction
- 5 novembre 2002 : La Noyée : Bruni Carla - Quelqu’un m’a dit
- 18 mai 2003 : La Noyée (inédit) :  Bruni Carla (+ Vannier Piano) - France 2, Vivement Dimanche, TV
- 9 novembre 2013 : La Noyée : Saule et Antoine Wielemans - concert Ancienne Belgique

### 1971-45 toursLa Décadanse,Serge Gainsbourg, décembre 1971
- 1972 : La Décadanse : Paul Mauriat
- 1er octobre 2000 : Les Langues de chat (récité) :  Campo Sabeline - Portraits

### 1972-33 toursCasino de Paris, nouvelle revue de Roland Petit, Zizi je t'aime:  Zizi Jeanmaire, 14 janvier 1972
- 29 septembre 1995 : Tout le monde est musicien (inédit) :  Corbelle Jean Claude -France 2, La Chance Aux Chansons, TV
- 1er octobre 2000 : Les Bleus (récité) :  Guy Godefroy - Portraits
- 1er octobre 2000 : King Kong (récité) : Guy Godefroy - Portraits

### 1972-33 toursRégine,Régine, mars 1972
- 1er octobre 2000 : Mallo-Mallory (récité) : Hugette Maillard - Portraits

### 1972-45 toursFrankenstein,France Gall, 23 mai 1972
- 1er novembre 1999 : Frankenstein : Canavese - …chante Gainsbourg
- 3 mars 2001 : Les petits ballons : Conservatoire de Nantes - Couleurs Gainsbourg

### 1972-BOdu filmSex-shopdeClaude Berri, bande originale du filmSex-shop,Serge Gainsbourg, 25 octobre 1972
- 1er octobre 1995 : Sex shop : Mick Harvey - Intoxicated Man
- 9 juillet 2000 : Sex shop (inédit) :  Carlos (Sens Unik) - Hommage Montreux (Paris Première) TV

### 1973-33 toursDi doo dah,Jane Birkin, février 1973
- 1998 : Di doo dah : Baby Birkin, cd Dishy 33 CD
- 6 octobre 2003 : Di doo dah : Anouk Plany - Chante Serge Gainsbourg et cætera (Allemagne)
- 30 mars 2006 : Di doo dah - Elsa, France 2, émission Gainsbourg pour toujours, diffusée le 15 avril 2006, inédit TV
- 1er octobre 2000 : Encore lui (récité) :  Sabeline Campo - Portraits
- 1er octobre 2000 : Leur plaisir sans moi (récité) :  Sabeline Campo - Portraits

### 1973-33 toursVu de l'extérieur,Serge Gainsbourg, 16 novembre 1973
- 1974 : Tu peux toujours dire que c’est mauvais (parodie) : Yves Lecoq - 33 t/30 cm CT 80501
- 1981 : Je suis venue te dire que je m'en vais : Jo Lemaire + Flouze 45 tours, Phonogram Bel./Vertigo 6021 331 Belgique
- 1981 : Je suis venue te dire que je m’en vais : Jo Lemaire + Flouze - Pigmy World, 33 tours LP, Vertigo 6468066 - Belgique
- 1er mai 1985 : Je suis venu te dire que je m’en vais : Les Infidèles - 33t/30 cm Pathe FAB2059
- 26 novembre 1988 : On est venu te dire (adaptation) :  Chorale D’enfants - Sébastien C’est Fou, TV - inédit
- 1989 : Je suis venu te dire que je m’en vais (en concert) :  Sheila - Olympia 89, 33 t/30 cm, Zoé 842201.1 2LP
- 21 octobre 1990 : Je suis venu te dire que je m’en vais : Jean-Louis Aubert - Sid’aventure - maxi cd Virgin 30421
- 18 février 1993 : Je suis venu te dire que je m’en vais (inédit) :  Catherine Lara et Robert Charlebois, France 2 - Taratata no 9 (4 mars 1993) TV - inédit
- 1er octobre 1995 : Je suis venu te dire que je m’en vais (I have come to tell you I’m going) :  Mick Harvey - Intoxicated Man
- 20 ùai 1996 : Je suis venu te dire que je m’en vais : Michel Delpech - Atlas 1974
- 4 décembre 1996 : Je suis venu te dire que je m’en vais : Luka - France Inter, Changement De Direction - inédit radio
- 1er février 1997 : Je suis venu te dire que je m’en vais : Keita Salif - Sosie
- 6 juin 1997 : Je suis venu te dire que je m’en vais : Regg’lyss - Le Monde Tourne
- 12 mars 1998 : Je suis venu te dire que je m’en vais : Nicolas Peyrac - Atlas, Ils Chantent Gainsbourg
- 20 mars 1998 : Je suis venu te dire que je m’en vais : Pierre Bachelet - France Inter, Dans Tous Les Sens, inédit radio
- 11 mai 1998 : Je suis venu te dire que je m’en vais : Coumba Gawlo - Yo Male
- 17 septembre 1998 : Je suis venu te dire que je m’en vais : Stereo Total - Oh Ah!
- 23 octobre 1998 : Je suis venu te dire que je m’en vais :  Marc Hévéa - France Inter, Dans Tous Les Sens, inédit radio
- 1999 Je suis venu te dire que je m'en vais : John Wesley Harding - Pop Romantique, cd Emperror Norton, EMN 7011-2 (USA)
- 4 décembre 1999 : Je suis venu te dire que je m’en vais : Laurent Gerra - A l'Olympia - VHS
- 2000 : Je suis venu te dire que je m’en vais : John Charly
- 2000 : Je suis venu te dire que je m’en vais : Independante (Espagne)
- 2000 : Je suis venu te dire que je m’en vais : Denis ack - Radio Suisse Romande
- 2000 : Je suis venu te dire que je m’en vais : The Corrs The - Radio Suisse Romande - inédit
- 24 janvier 2000 : Je suis venu te dire que je m’en vais : Karen Mulder - Enfoirés 2000
- 1er mai 2000 : Je suis venu te dire que je m’en vais : Pierre-Alain Goualch - Exploring The Music Of Gainsbourg
- 9 juillet 2000 : Je suis venu te dire que je m’en vais (inédit) :  Salif Keita - Hommage Montreux (Paris Première) TV
- 1er octobre 2000 : Je suis venu te dire que je m’en vais (récité) : Maurice Garrel - Portraits
- 18 décembre 2000 : Je suis venu te dire que je m’en vais : Jean-Louis Aubert - Serge, Si Tu Nous Regardes, France 2 (10 mars 2001), TV - Inédit
- 1er décembre 2001 : Je suis venu te dire que je m’en vais (instrumental) : Patrick Péronne - Gainsbourg Au Bar
- 11 décembre 2001 : Je suis venu te dire que je m’en vais : Carmen Consoli - Stato Di Necessità
- 21 décembre 2001 : Je suis venu te dire que je m’en vais : Louis Vertigo - France Inter, Le Fou Du Roi - inédit radio
- 2003 :  Je suis venue te dire que je m'en vais : Biba Binoche, Initials BB, CD, Mostiko 22 209612 - Belgique
- 28 juillet 2004 : Je suis venu te dire que je m’en vais : Monica Nogueira et Claude Monnet, Stephane Pompougnac - Hotel Costes 7
- 27 février 2006 : Je suis venu te dire que je m’en vais (I just came to tell you that I'm going) - Jarvis Cocker et Kid Loco, Monsieur Gainsbourg Revisited, CD, Universal - Grande-Bretagne, version en anglais
- 30 mars 2006 : Je suis venu te dire que je m'en vais - Tina Arena et Louis, France 2, émission Gainsbourg pour toujours, diffusée le 15 avril 2006, inédit TV
- 2007 : Je suis venu te dire que je m'en vais - Razorlight, France 4, émission Taratata, inédit TV
- 8 novembre 2002 : Vu de l’extérieur : Rob -France Inter, Le Fou Du Roi, inédit radio
- 1er mai 2000 : Panpan cul cul : Pierre-Alain Goualch - Exploring The Music Of Gainsbourg
- 27 mars 1997 : Par hasard et pas rasé : CharlÉlie - France Inter, Tous Aux Abris - inédit radio
- 1er octobre 2000 : Des vents des pets des poums (récité) : Guy Godefroy - Portraits
- 1er octobre 2000 : Titicaca (récité) : Guy Godefroy - Portraits
- 4 juillet 2000 : La poupée qui fait :  Marc Lavoine Marc - France Inter, Jee Bee Et Les Cybernanas - inédit  radio
- 9 juillet 2000 : La poupée qui fait (inédit) :  Carlos (Sens Unik) - Hommage Montreux (Paris Première) TV
- 18 décembre 2000 : L’Hippopodame : Rita Mitsouko - Pop Sessions (Cd) + Serge, Si Tu Nous Regardes, France 2 (10 mars 2001)
- 22 octobre 2002 : L’Hippopodame : Roméo - France Inter, Le Fou Du Roi, inédit radio

### 1974-45 toursMy chérie Jane,Jane Birkin, 4 mai 1974
- 1er mai 1974 : My chérie Jane : Franck Pourcel - 33t/30 cm 2C16415561/2 x2LP

### 1975-33 toursRock around the bunker,Serge Gainsbourg, 8 janvier 1975
- 9 juillet 2000 : Nazi rock (inédit) :  M - Hommage Montreux (Paris Première) TV
- 1er octobre 2000 : Nazi rock (récité) : Guy Godefroy - Portraits
- 1er octobre 2000 : Tata teutonne (récité) : Guy Godefroy - Portraits
- 1er octobre 2000 : J’entends des voix off (récité) : Guy Godefroy - Portraits
- 1er octobre 2000 : Yellow star (récité) : Guy Godefroy - Portraits
- 1er octobre 2000 : Rock around the bunker (récité) : Guy Godefroy - Portraits
- 12 janvier 2007 : Rock around the bunker : Rachid Taha et Bruno Maman - Taratata no 214, diffusée le 23 mars 1970 - inédit TV
- 2008 : SS in Uruguay : Julien Doré, sur son premier album Ersatz

### 1975-33 toursJacques Dutronc,Jacques Dutronc, février 1975
- Les roses fanées, créée en trio avec Serge Gainsbourg et Jane Birkin lors de l'émission télévisée Top à Dutronc, 2 mars 1974
- L'amour prison, créée sur le 45t Vogue V-12-030, décembre 1974
- 1er janvier 1990 : Les Roses fanées : Les Soucoupes Violentes - CD maxi New Rose New 134

### 1975- InéditComme un boomerang,Dani,
- Comme un boomerang, maquette interprétée par Serge Gainsbourg (inédit) janvier 1975
- Comme un boomerang, Dani et Étienne Daho, CD single Virgin 46-168, 2001
- 22, 23 juin 2004 : Comme un boomerang (version solo, en concert) : Étienne Daho - Sortir ce soir, best of live (Capitol 7243-8606580-3) - x2 cd (mars 2005)
- 9 mars 2002 : Comme un boomerang (version piano) : Dani et Étienne Daho - France 2, Victoires de la Musique - inédit TV
- 27 février 2006 : Comme un boomerang (Boomerang 2005) : Gonzales, Feist et Dani - Monsieur Gainsbourg Revisited, CD
- 6 octobre 2006 : Comme un boomerang - Étienne Daho et Marina, TF1, émission Star Academy - inédit TV
- 11 septembre 2006  : Comme un boomerang - Elsa et Bénabar, France 4, émission Taratata no 192, diffusée le 17 novembre 2006, inédit TV
- 14 septembre 2012 : Comme un boomerang - Clara Morgane - Single Comme un boomerang

### 1975-45 toursL'ami Caouette,Serge Gainsbourg, juillet 1975
- Mon ami caouette, interprétée par Sacha Distel et Jean-Pierre Cassel, émission Sacha Show 9 mai 1966
- 1er août 1995 : L’ami caouette (techno mix radio edit) : Krokez-Nous
- 1er août 1995 : L’ami caouette (bv dance mix radio edit) : Krokez-Nous
- 1er août 1995 : L’ami caouette (ambiance mix radio edit) : Krokez-Nous
- 1er août 1995 : L’ami caouette (ambiance mix) : Krokez-Nous
- 28 août 1998 : L’ami caouette  : Jean Baptiste Tuzet - France Inter, Jee Bee Et Les Cybernanas, inédit radio
- 26 janvier 2007 : L’ami caouette (parodie)  : Bande Ouf - France 4 Générique, inédit TV

### 1976-45 toursBallade de Johnny Jane,Jane Birkin, octobre 1976
- 1er janvier 1976 : Ballade de Johnny Jane : Paul Mauriat
- 3 novembre 1999 : Ballade de Johnny Jane : Nilda Fernandez, Mes Hommages - cd
- 1er octobre 2000 : Ballade de Johnny Jane (récité) : Sabeline Campo - Portraits
- 22 février 2001 : Ballade de Johnny Jane : Vincent Baguian - France Bleue - inédit radio
- 3 mars 2001 : Ballade de Johnny Jane : Conservatoire De Nantes - Couleurs Gainsbourg
- 1er décembre 2001 : Ballade de Johnny Jane : Patrick Péronne - Gainsbourg Au Bar
- 19 octobre 1998 : Raccrochez, c'est une horreur : Baby Birkin, Dishy 33 CD

### 1976-33 toursL'homme à tête de chou,Serge Gainsbourg, 18 novembre 1976
- 22 octobre 1997 : L’homme a tête de chou : Ruins - Great Jewish Music
- 1er octobre 2000 : L’homme à tête de chou (récité) : Guy Godefroy - Portraits
- 2009 : L'homme a tête de chou : Alain Bashung
- 1er janvier 1986 : Flash forward : [Bernard Szajner] - 33t/30 cm NEW 79
- 1er octobre 2000 : Premiers symptômes (récité) : Guy Godefroy - Portraits
- 1er janvier 1976 : Marilou sous la neige : Paul Mauriat
- 12 mars 1998 : Marilou sous la neige : Michel Delpech - Atlas, Ils Chantent Gainsbourg
- 23 mars 1998 : Marilou sous la neige : Marc Lavoine - France Inter, Pollen - inédit radio
- 4 octobre 2004 : Marilou sous la neige (chorale) :  Scala et Kolacny Brothers - Respire
- 30 mars 2006 : 'Marilou sous la neige' : Raphael, France 2, émission rrGainsbourg pour toujoursrr, diffusée le 15 avril 2006, inédit TV

### 1976-33 toursLe Cœur à l'automne,Pierre Louki, novembre 1976
- 12 mai 2003 : La Main du masseur : Claire Elzière - La vie va si vite

### 1977-33 toursRock'n rose,Alain Chamfort, 1977
- 1er janvier 1982 : Baby Lou (version féminine) :  Lio, Suite Sixtine - 33t/30 cm Ariola 207177+ cd Ariola 257177
- 9 juillet 2000 : Baby Lou : Ute Lemper - Hommage Montreux (Paris Première) Tv - inédit
- 1er octobre 2000 : Baby Lou (récité) : Guy Godefroy et Bambou - Portraits
- 10 janvier 2005 : Baby Lou : Kenzo Saeki - Camembert Et Sushi

### 1977-45 tours,My lady Héroïne,Serge Gainsbourg, juin 1977
- 1er janvier 1991 : Trois millions de Jocondes : Chris Evans Chris - CD Musidisc 107322

### 1977-45 tours,BOdu filmGoodbye EmmanuelledeFrançois Leterrier,Serge Gainsbourg, août 1977
- 27 février 2006 : Au revoir Emmanuelle : Tricky, Monsieur Gainsbourg Revisited, CD

### 1977-33 toursBobino,Zizi Jeanmaire, 12 décembre 1977
- Mesdames mesdemoiselles mes yeux, émission télévisée Le grand échiquier du 29 septembre 1977
- 1er octobre 2000 : Rétro song (récité) :  Bérengère Basty - Portraits
- 1er novembre 1999 : Mesdames, mesdemoiselles, mes yeux : Canavese - Chante Gainsbourg
- 1er novembre 1999 : Ciel de plomb : Canavese - Chante Gainsbourg

### 1977-45 tours,BOdu filmVous n'aurez pas l'Alsace et la Lorraine deColuche,Serge Gainsbourg, 19 octobre /1977
- 24 janvier 2000 : Le chevalier blanc : Francis Cabrel - Enfoirés 2000

### 1978-33 toursEx-fan des Sixties,Jane Birkin, février 1978
- Rocking chair (Isabelle à Johnny), créé par Isabelle Adjani, émission télévisée Top à Sacha Distel du 21 septembre 1974
- Non daté : Ex-fan des sixties : L. Monès - 33t/30 cm Musidisc 30ph1839
- 20 juillet 1996 : Ex-fan des sixties : Nathalie Roussel - Atlas 1978
- 12 mars 1998 : Ex fan des sixties : Fabienne Thibeault - Atlas, Ils Chantent Gainsbourg
- 1er août 2000 : Ex-fan des sixties : Sandrine Alexi et Frédéric Lebon - M6, Les Détourneurs, TV - inédit
- 12 mai 1998 : Exercice en forme de z : Zazie - France Inter, Dans Tous Les Sens, radio - inédit
- 1er novembre 1999 : Exercice en forme de z : Canavese - …chante Gainsbourg - CD
- 1er octobre 2000 : Exercice en forme de z (récité) : Sabeline Campo - Portraits
- 20 septembre 2001 : Exercice en forme de z : Biolay Benjamin - France Inter, Le Fou Du Roi, radio - inédit
- 9 février 2004 : Exercice en forme de z (en concert) : Benjamin Biolay - Cigale, TV - inédit
- 21 octobre 1990 : L’aquoiboniste : Jil Caplan - Fr3 Tv - inédit
- 1er octobre 2000 : L’aquoiboniste (récité) : Maurice Garrel  - Portraits
- 3 mars 2001 : L’aquoiboniste : conservatoire de Nantes - Couleurs Gainsbourg
- 7 mars 2000 : Nicotine : Rita Mitsouko - En concert à La Coopérative de Mai, Clermont Ferrand - inédit
- 1998 : Rocking chair : American Cherry - Baci baci baci, CD I ♥ Yang Manu (Japon)
- 20 mars 2009 : Rocking chair : Alain Souchon et Zazie - émission Taratata - TV
- 1er octobre 2000 : Le velours des vierges (récité) : Guy Godefroy - Portraits
- 1er mars 2004 : Le velours des vierges (en concert) :  Rita Mitsouko Avec L’orchestre Lamoureux - cd
- 2006 : Le velours des vierges  :  Élodie Frégé sur son album Le Jeu des 7 erreurs
- 14 septembre 1998 : Classée x : Baby Birkin - Classée X and More Gainsbourg Songs, CD Dishy 33 CD (USA)
- 1er janvier 1997 : Mélo mélo : Blonde Redhead, 45t Dishy 29
- 1998 : Mélo mélo : Baby Birkin, CD Dishy 33 CD

### 1978-45 toursSea sex and sun,Serge Gainsbourg, juin 1978
- 1er juin 1978 : Sea sex and sun : Claude Dauray Et Son Orchestre - 33t/30 cm Vygson vyg10275
- 1er janvier 1995 : Sea sex and sun : Melody Sexton - Tribute ‘95
- 10 août 1996 : Sea sex and sun : Jean-Louis Foulquier - Atlas 1979
- 24 janvier 2000 : Sea sex and sun : Pascal Obispo et Zazie - Enfoirés 2000
- 1er mars 2002 : Sea sex and sun : Mari Natsuki - Made In Japan
- 26 mars 2003 : Sea sex and sun : Kenzo Saeki - L’homme à Tête De Sushi
- 24 avril 2004 : Sea sex and sun : Karen Mulder et Patrick Timsit - Tf1, Chantons Ensembles Contre Le Sida, TV - inédit
- 1er novembre 1999 : Mister Iceberg : Canavese - Chante Gainsbourg - CD
- 25 mai 2004 : Mister Iceberg : Scenic Railway - Tribute To Gainsbourg

### 1979-33 toursAux armes et caetera,Serge Gainsbourg, 13 mars 1979
- 9 juillet 2000 : La javanaise / la javanaise remake : Collégiale - Hommage Montreux (Paris Première) TV - inédit
- 1er avril 1979 : Aux armes et cætera : Charles Venture et Mario Cavallero et son orchestre
- 1981 : Aux armes et cætera : Patrick Sebastien - Olympia 1980, 33t/30 cm 2C06872312
- 14 mars 1990 : Aux armes et cætera: Florent Pagny - Sacrée Soirée, TV - inédit
- 24 janvier 1999 : Aux armes et cætera : Roch Voisine et L’équipe De France - Enfoirés 1999
- 7 juin 1999 : Aux armes et cætera : Big red - Big Redemption - CD
- 7 juin 1999 : Aux armes et cætera (dub version : Big red - Big Redemption - CD
- 18 décembre 2000 : Aux armes et cætera : Rachid Taha - Pop Sessions (Cd) + Serge, Si Tu Nous Regardes, France 2 (10 mars 2001)
- 1er janvier 2002 : Aux armes et cætera,(loana etc) (parodie) : Patrick Sebastien - France 2, C’est Show (2001/2002) TV - inédit
- 1er octobre 2000 : Les locataires (récité) :  Maurice Garrel - Portraits
- 18 décembre 2000 : Brigade des stups : Pierpoljak - Pop Sessions (Cd) + Serge, Si Tu Nous Regardes, France 2 (10 mars 2001)
- 1er février 1994 : Vieille canaille : Alain Brunet  - Joue Gainsbourg (Café De La Danse 8-25/02/02/94), cd WEA 450992120.2
- 7 septembre 1994 : Vieille canaille : Mc Solaar , Sinclair Et Soon Emc - France 2 - Taratata no 58 (16 septembre 1994) TV - inédit
- 22 février 1995 : Vieille canaille : Michel Fugain Michel et Bruno Gaciot - France 2, Taratata no 82 (10 mars 1995) TV - inédit
- 28 janvier 1996 : Vieille canaille : Patrick Bruel et Jean Reno - Enfoiré 1996
- 4 février 1999 : Vieille canaille : Saï Saï - France Inter, Dans Tous Les Sens, radio - inédit
- 4 septembre 2001 : Vieille canaille : Baobab - France Inter, Le Fou Du Roi, radio - inédit
- 17 juin 2003 : Vieille canaille (version anglaise You Rascal You) : Spectacular et Culture T - Serge Gainsbourg, Aux armes et cætera (Mercury – 077 261-2)
- 17 juin 2003 : Lola rastaquouère (version anglaise) : Bruno Blum - Serge Gainsbourg, Aux armes et cætera (Mercury – 077 261-2)
- 12 décembre 2005 : Vieille canaille : Bruno Bénabar et Fred (Aston Villa) - France 4, Taratata no 179 (6 janvier 2006), TV - inédit
- 14 janvier 2006 : Vieille canaille : Zazie et Gérard Darmon - France 2, Fête De La Chanson Française, TV - inédit
- 18 novembre 2006 : Vieille canaille - Richard Berry et Patrick Timsit, TF1, émission 500 Choristes Ensemble, TV - inédit
- 1er octobre 2000 : Lola rastaquouère (récité) :  Garrel Maurice - Portraits
- 27 février 2006 : Lola rastaquouère (Lola R. for ever) (version anglaise) : Sly et Robbie with Marianne Faithfull, Monsieur Gainsbourg Revisited, CD
- 1er octobre 2000 : Eau et gaz à tous les étages (récité) : Lucien Gainsbourg
- 9 juillet 2000 : Pas long feu (instrumental) : Orchestre - Hommage Montreux (Paris Première) TV - inédit

### 1979-33 toursPoses,Alain Chamfort, 1979
- Non daté : Manuréva : M. Cavarello - 33t/30 cm Musidisc 1847
- 10 août 1996 : Manuréva : Guesh Patti - Atlas 1979
- 24 janvier 1999 : Manureva : Les Natives - Enfoirés 1999
- 1er janvier 2003 : Manureva (furaxmix) :  Dj Furax - Manureva
- 1er janvier 2003 : Manureva (clubmix) :  Dj Furax - Manureva
- 30 avril 2003 : Manureva : Mary L - Et la musique

## Albums des années 80

### 1980-33 tours,BOdu filmJe vous aimedeClaude Berri,Serge Gainsbourg, 17 décembre 1980
- 1er janvier 1989 : Dieu fumeur de havanes : Jean Robert - 45t Vogue 102307
- 16 mai 1995 : Dieu fumeur de havanes : Indochine et Axelle Renoir - France Inter, Pollen, radio - inédit
- 8 janvier 1998 : Dieu fumeur de havanes : Stomy Bugsy - France Inter, Dans tous les sens, radio - inédit
- 12 mars 1998 : Dieu fumeur de havanes : Edwige Chandelier et Léo Bassel - Atlas, Ils chantent Gainsbourg
- 2 mars 2000 : Dieu fumeur de havanes : Stomy Bugsy et Virginie Ledoyen - France 2, Duos Taratata no 1 (9 avril 2000) - TV, inédit
- 3 mars 2001 : Dieu fumeur de havanes : Conservatoire De Nantes - Couleurs Gainsbourg
- 1er décembre 2001 : Dieu fumeur de havanes : Patrick Péronne - Gainsbourg Au Bar
- 23 avril 2012 : Dieu est un fumeur de havanes : Stone et Charden - Made in France[8]

### 1981-33 toursSouviens toi de m'oublier,Catherine Deneuve, avril 1981
- Digital delay (Prendre les hommes), crée en version acoustique, émission télévisée Numéro Un Spécial USA du 28 juin 1981
- 1er octobre 2000 : Digital delay (récité) : Bérengère Basty - Portraits
- 1er janvier 1983 : Dépression au-dessus du jardin : Fanny Ardant - Tf1 TV - inédit
- 1er janvier 1998 : Dépression au-dessus du jardin : Alain Lanty - France 3, Marc Lavoine, Notes de voyage (1998) TV - inédit
- 1er octobre 2000 : Marine band tremolo (récité) : Sabeline Campo Sabeline - Portraits
- 1er octobre 2000 : Souviens toi de m’oublier (récité) :  Garrel Maurice et Bambou - Portraits
- 1er octobre 1995 : Overseas telegram : Mick Harvey - Intoxicated Man
- 1er décembre 2001 : Overseas telegram : Patrick Péronne - Gainsbourg Au Bar

### 1981-33 toursAmour année zéro,Alain Chamfort, mai 1981
- 1er octobre 2000 : Bambou (récité) : Guy Godefroy - Portraits
- 1er janvier 1983 : Chasseur d’ivoire (my summer love) : Sergio Mendes - 33t/30 cm A&M SP4937
- 27 février 1996 : Chasseur d’ivoire : Les Innocents et Daran - France 2, Taratata no 123 (31 mars 1996) TV - CD, Duos Taratata
- 7 mai 2005 : Chasseur d’ivoire : Héléna Noguerra - Chamfort Impromtu Dans Les Jardins Du Luxembourg (novembre 2005)
- 1er décembre 1995 : Amour année zéro : Christine Delaroche - J’aime, cd OJM 172632
- 1er janvier 1983 : Malaise en malaisie : The Manhattan Transfer
- 1er janvier 1996 : Malaise en malaisie (live tokyo) :  The Manhattan Transfer - Man-T-Ra!

### 1981-33 toursMauvaises nouvelles des étoiles,Serge Gainsbourg, 17 novembre 1981
- 1er octobre 2000 : Juif et dieu (récité) :  Garrel Maurice - Portraits
- 1er octobre 2000 : Toi mourir (récité) : Lucien Gainsbourg et Bambou - Portraits
- 24 septembre 2005 : La nostalgie camarade : Polo - En Concert à La Maroquinerie - inédit
- 15 mars 2007 : La nostalgie camarade - Odile Closset et Manu Markou - Album démantibulés 2007

### 1982-33 toursTurbulences,Diane Dufresne, 1982
- 1er octobre 2000 : Suicide (récité) : Bérengère Basty - Portraits

### 1982-33 toursPlay blessures,Alain Bashung, 3 novembre 1982
- 1er octobre 2000 : Volontaire (récité) : Guy Godefroy - Portraits
- 1er octobre 2000 : Lavabo (récité) : Guy Godefroy - Portraits

### 1983-33 toursBaby alone in Babylone,Jane Birkin, octobre 1983
- 1er octobre 2000 : Fuir le bonheur de peur qu’il ne se sauve (récité) : Maurice Garrel - Portraits
- 3 mars 2001 : Fuir le bonheur : Conservatoire De Nantes - Couleurs Gainsbourg
- 3 mars 2001 : Norma Jean Baker : Conservatoire De Nantes - Couleurs Gainsbourg
- 3 mars 2001 : Les dessous chics : Conservatoire De Nantes - Couleurs Gainsbourg
- 1er décembre 2001 : Les dessous chics (instrumental) : Patrick Péronne - Gainsbourg au bar
- 5 décembre 2005 : Les dessous chics : Bruno Bénabar - France Inter, Le fou du Roi, radio - inédit
- 14 mars 1990 : Baby alone in Babylone : Vanessa Paradis - TF1, Sacrée Soirée, TV - inédit
- 20 septembre 1996 : Baby alone in Babylone : Lio - Atlas 1983

### 1983-33 tours,Isabelle Adjani, octobre 1983
- 20 octobre 1996 : Ohio : Lio - Atlas 1984
- 3 mars 2001 : Ohio : Conservatoire De Nantes - Couleurs Gainsbourg
- 1er octobre 2000 : Le mal intérieur (récité) : Bérengère Basty - Portraits
- 20 septembre 1996 : Pull marine : Graziella De Michele - Atlas 1983
- 3 mars 2001 : Pull marine : Conservatoire De Nantes - Couleurs Gainsbourg
- 1er décembre 2001 : Pull marine (instrumental) : Patrick Péronne - Gainsbourg au bar
- 15 avril 2006 : Pull marine : Polar - France Inter, Le fou du Roi - inédit radio

### 1984-33 toursLove on the beat,Serge Gainsbourg, 2 octobre 1984
- 1998 Love on the beat : Kenzo Saeki et the Elec Massive - VCA004 (Japon)
- 1er octobre 2000 : Love on the beat (récité) : Guy Godefroy - Portraits
- 4 décembre 2000 : Love on the beat : Virago - Premier Jour
- 21 octobre 1990 : Sorry angel, Jeanne Mas : Fr3 TV - inédit
- 2 juin 1999 : Sorry angel :  Nathalie Loriot - France Inter, Dans tous les sens, radio - inédit
- 1er octobre 2000 : Sorry angel (récité) : Guy Godefroy - Portraits
- 27 février 2006 : Sorry angel (A song for Sorry Angel) : Franz Ferdinand et Jane Birkin, Monsieur Gainsbourg Revisited, CD
- Mars 2006 : Sorry ange : Triste Sire, En concert au CCO de Villeurbanne - inédit
- 1er avril 2000 : No comment : Stomy Bugsy - L’hip-Hopé
- 27 février 2006 : I'm the boy (Boy toy) : Marc Almond et Trash Palace, Monsieur Gainsbourg Revisited, CD
- 1er octobre 2000 : I’m the boy (récité) : Guy Godefroy - Portraits
- 1986 : Harley Davidson (Harley David) : The Bollock Brothers, 45t Musidisc 135153, 12' Musidisc MU 137048
- 1986 : Harley Davidson (Son of a bitch) : The Bollock Brothers, 45t Musidisc 135153, 12' Musidisc MU 137048
- 1er octobre 1995 : Lemon incest : Mick Harvey - Intoxicated Man
- 5 septembre 2001 : Lemon incest : Vive La Fête - République Populaire

### 1985-45 toursQuoi,Jane Birkin, novembre 1985
- 3 mars 2001 : Quoi ? : Conservatoire De Nantes - Couleurs Gainsbourg

### 1987-33 toursLost song,Jane Birkin, 16 février 1987
- 1er octobre 2000 : Etre ou ne pas naitre (récité) : Maurice Garrel - Portraits
- 1er octobre 2000 : L’amour de moi (récité) : Sabeline Campo - Portraits
- 1er octobre 2000 : Une chose entre autres (récité) : Bérengère Basty - Portraits
- 3 mars 2001 : Une chose entre autres : Conservatoire De Nantes - Couleurs Gainsbourg
- 3 mars 2001 : Lost song : Conservatoire De Nantes - Couleurs Gainsbourg

### 1987-33 toursYou're under arrest,Serge Gainsbourg, 2 novembre 1987
- 7 avril 1994 : Aux enfants de la chance : Renaud et Maxime Le Forestier - Sidaction, TV - inédit
- 1er décembre 1995 : Aux enfants de la chance : Christine Delaroche - J'aime, cd OJM 172632
- 23 octobre 1997 : Aux enfants de la chance (To all the lucky kids) : Mick Harvey - Pink Elephants
- 12 mars 1998 : Aux enfants de la chance : Catherine Lara - Atlas, Ils Chantent Gainsbourg - CD
- 18 décembre 2000 : Aux enfants de la chance : Axelle Red - Serge, Si Tu Nous Regardes, France 2 (10 mars 2001) TV - inédit
- 3 mars 2001 : Aux enfants de la chance : Conservatoire De Nantes - Couleurs Gainsbourg
- 1er décembre 2001 : Aux enfants de la chance (instrumental) : Patrick Péronne - Gainsbourg Au Bar

## Albums des années 90

### 1990-45 toursWhite and Black Blues,Joëlle Ursull, 5 mai 1990
- 9 avril 2001 : White and black blues : Yannick - F3, En Attendant L’eurovision, TV - inédit

### 1990-33 toursVariations sur le même t'aime,Vanessa Paradis, mai 1990
- 8 février 1997 : Tandem : Vanessa Paradis et Francis Cabrel - TF1, Les Enfoirés au Zénith (enregistré le 26 janvier 1997) - album et vidéo
- 1er décembre 2000 : Tandem : Isabelle Boulay - album Scène d'amour
- 1er décembre 2000 : Tandem : Isabelle Boulay - France Inter, Jee Bee et les cybernanas. Radio - inédit
- 19 avril 2004 : Tandem : Amel et Julien - album A la recherche de la nouvelle star, l’album des finalistes
- 21 juin 2005 : Tandem : Jenifer et Ginnie Line - France 2, Fête De La Musique, TV - inédit
- 5 octobre 2005 : Tandem : Lynnsha - album Tandem
- 5 octobre 2005 : Tandem : Lynnsha et Anggun - album Tandem
- 15 avril 2006 : Tandem : Julie Zenatti - France 2, Gainsbourg pour toujours (enregistré le 30 mars 2006), TV - inédit
- 1er octobre 2000 : Ardoise (récité) : Sabeline Campo - Portraits

### 1990-33 toursAmours des feintes,Jane Birkin, septembre 1990
- 9 novembre 2004 : Et quand bien même :  Florent Marchet - France 2, Prix Constantin, TV- inédit + Tournée
- 20 janvier 1997 : Amours des feintes : Valli - Atlas 1990
- 9 juillet 2000 : Amours des feintes : Ute Lemper - Hommage Montreux (Paris Première) TV - inédit
- 1er octobre 2000 : Amours des feintes (récité) : Maurice Garrel - Portraits

## 2000- CDZizi Jeanmaire,Zizi Jeanmaire, octobre 2000
- Zizi, crée lors de l'émission télévisée Cœur de Paris du 12 décembre 1963
- Zizi, reprise en scène au Palais de Chaillot le 16 janvier 1964, diffusion radio : 22 janvier 196
- 1er octobre 2000 : Zizi (récité) : Hugette Maillard - Portraits

## Divers
- Kant eva : Chante Serge Gainsbourg
- Tony Brams : Hommage à Serge Gainsbourg (Je t’aime moi non plus, Lemon incest, Aux enfants de la chance, Ballade de melody nelson, Lola rastaquouere, Je suis venu te dire que je m’en vais, Harley davidson, Élisa, You’re under arrest, Vieille canaille)
- 1993 : Prise de choux (10 titres) :  Prise De Choux
- 1995 : Playbacks spécial serge gainsbourg : Vol 1 et 2
- 30 octobre 1996 : Hommages (inédit) : 500 Choristes + France Gall, Zizi Jeanmaire, Claude Luther, Maurane, Valérie Lemercier, Fred Blondin, Innocents, Zazie, Dominique A, Jane Birkin - Troyes, Nuits De Champagne
- 1997 : La chanson de Gainsbourg (adapt) : Romain Didier - En concert à Saarbruck
- 1er octobre 1997 : Remixes (inédits) dj gonzales pedro : défilé Isabelle Marant
- 1999 :  Equuator - Bonus Track (Mexique)
- En juillet 2008, Sharleen Spiteri rend hommage à Melody Nelson en baptisant son album solo Melody, titre qui reprend le thème de Jane B, chanté par Jane Birkin.